# 프랑스의 선사 시대
프랑스의 선사 시대는 오늘날 프랑스 지역에 해당하는 지리 영역에 인간이 살기 시작한 시대로, 역사 이전에서부터 켈트족의 철기 시대까지를 포함한다.
프랑스에는 서남 프랑스에 마들렌 문화가 발달하였는데 동굴 벽화의 동물화가 매우 사실적으로 그려져 있는 것으로 미루어 수렵과 어로 등 경제 활동을 하고 있었음을 알 수 있다. 그 뒤 한랭기를 거쳐 신석기 시대가 되자 농경 문화가 전파되어 다뉴브 강 유역을 중심으로 널리 퍼졌는데 이러한 유적은 단순히 오리엔트 농경 문화를 모방한 것이 아니라 독특한 특색을 지닌 신석기 문화에서 생겨난 것이다. 토기의 형태·문양이 다양하고 다른 지역과의 문화 교류가 이루어진 흔적이 보인다. 특히 스위스와 그 주변의 호상주거(湖上住居), 스칸디나비아로부터 영국 및 에스파냐의 대서양 연안 지방과 함께 프랑스 각지에서는 고인돌·선돌·화석·환상 열석 등 세련된 거석기념물이 만들어졌다. 청동기 시대에는 인도유럽어족에 속하는 부족들이 다뉴브 강 주변이나 알프스 방면에서 프랑스에 침입하였으며 BC 9세기 무렵부터 특히 켈트인의 내왕이 활발하였다. BC 5~BC 3세기에 켈트인은 발달된 철기 문화를 기반으로 프랑스의 대부분을 차지함으로써 전성기를 맞았다.
한편 BC 10세기 이래 켈트인이 거주한 서구 지역을 로마인들이 갈리아라 불렀는데, J. 카이사르의 《갈리아 전기》에 의하면 BC 1세기 무렵의 갈리아는 인적 결합체로서의 전사단인 몇 십 개의 키비타스(civitas)라고 하는 정치상의 단위로 나뉘어 있었다. 부족 내부에는 기사 및 성직자 등의 지배층과 무장 능력을 지닌 일반 자유민 외에 노예가 있었으며, 목축과 원시적인 쟁기를 사용하는 농경이 이루어졌다.

## 구석기 시대

### 전기 구석기 시대
전기 구석기 시대는 인류가 처음 이 지역을 점령한 이후부터 시작됐다. 석기가 Lézignan-la-Cèbe에서 발굴되었다. 이는 최소 157만년 전에는 초기 인류가 이곳에 정착했다는 것을 의미한다.
프랑스에 위치한 5곳의 선사 시대 유적은 100만년에서 120만년 전의 유적이다:
- 에로 Lézignan-la-Cèbe, the Bois-de-Riquet (120만년 전), 2008년 발굴
- 알프마리팀 Roquebrune-Cap-Martin, the Vallonnet cave (115만년 전), 1958년 발굴
- 셰르 Lunery-Rosières, Terre-des-Sablons (115만년 전)
- 앵드르 Éguzon-Chantôme, Pont-de-Lavaud (105만년 전)

- 루아르에셰르 Saint-Hilaire-la-Gravelle, Pont-de-la-Hulauderie (100만년 전)

이들 중 어느 장소도 지금까지 석재 산업의 흔적이 발견되지 않았다.
올도완(아브빌)과 아슐을 포함하는 프랑스는 호모 에렉투스와 하이델베르크인이 주를 이루는 초기 사람족들이 거주했다.
망통 근처의 Grotte du Vallonnet에서는 100만년 ~ 105만년 전의 것으로 보이는 간단한 석기가 발견되었다. 동굴은 거주지로 사용되었지만 구석기 시대의 수렵채집인들은 아슐 문화와 연관이 있는 대피소를 건설하기도 했다. Terra Amata에서의 발굴은 기원전 40만년 경에 유럽 최초로 불을 길들여 사용한 흔적을 발견했다.

### 중기 구석기 시대
네안데르탈인들은 기원전 30만년보다 먼저 프랑스 지역에 도착했을 것으로 보인다. 하지만 기원전 3만년 경에 자취를 감추었다. 아마도 빙하기 동안 현생인류와 경쟁하지 못했을 것이다. 많은 네안데르탈, 혹은 무스티에 유물들은 이 시기에 발견된다. 전기 구석기 시대 동안 르발루아 기법을 사용한 독특한 형태의 뗀석기는 사람과(Hominidae)에 의해 발전했다. 중요한 것은, 최근의 연구들에 의하면 네안데르탈인들과 현생인류 간에 이종 교배가 이루어졌을 수 있다는 것이다.
주요 무스티에 유적은 다음과 같다:
- 로테가론 Fieux (34만년 전)[6]
- 도르도뉴 Petit-Bost (32만 5천년 전)[7]

처음으로 확인된 네안데르탈인 유적은 La Chapelle-aux-Saints에서 1908년에 발굴되었으며 1909년, La Ferrassie에서도 발굴되었다. 이 장소들의 네안데르탈 장례 관습은 네안데르탈인들이 영적, 형이상학적 믿음이 발전했다는 것을 밝혀내는 데에 도움이 되었다. 이는 기존의 학설들을 뛰어넘어 인간종에 대한 이해를 확장했다.
Moula-Guercy와 Pradelles의 유적에서 식인의 증거가 발견되었다.

### 후기 구석기 시대

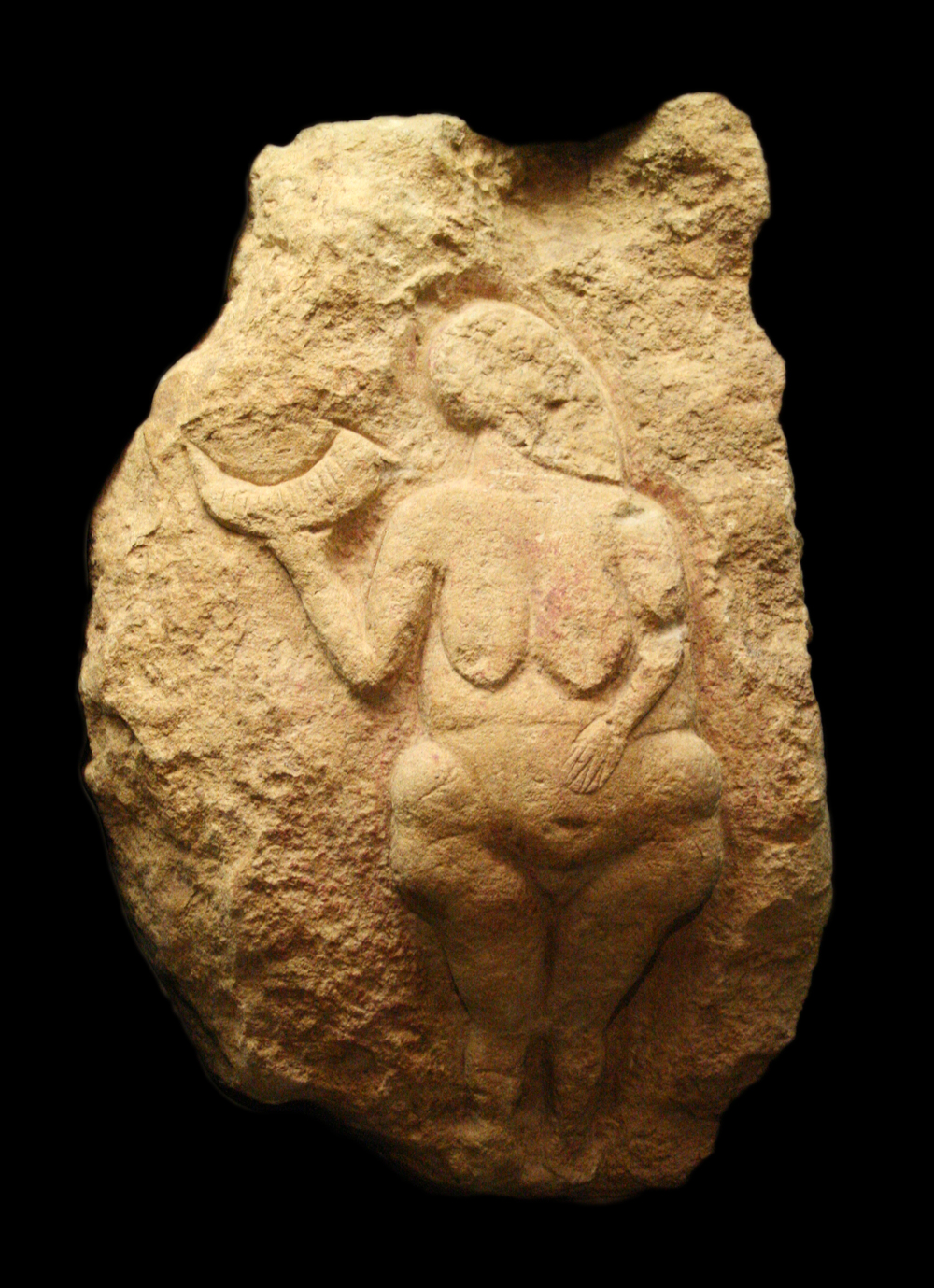
Laussel의 비너스, 그라벳 문화, 기원전 23,000년

후기 구석기 시대 크로마뇽인이 프랑스와 유럽 전역에 이주했다는 가장 초기의 증거는 프랑스 Malataverne, Grotte Mandrin 동굴에서 네로니아 석기와 발견된 현생인류의 치아들이다. 이 유물들은 2022년으로부터 51,700년에서 56,800년 전의 것이다. 네로니아는 중기와 후기 구석기 시대 사이의 과도기에 현생인류와 연관된 많은 산업 중에 하나이다. 그들이 유럽에 도착했을 때, 그들은 그들의 조각품, 판화술, 그림(벽화 등), 장신구, 음악 그리고 공들여 만든 공공기물의 장식을 가져왔다. 남부 프랑스 라스코의 동굴벽화처럼 세계에서 가장 오래된 예술 작품 중 몇몇은 앞서 말한 이주가 있고 얼마 후에 만들어졌을 것으로 추정된다.
유럽의 구석기 시대 문화들은 여러 개의 하위 집단으로 구분된다(명칭들은 모두 프랑스의 표준 유적에 기반을 두었다, 주로 도르도뉴 지역):
- 오리냐크 문화 (현재전 38,000년 ~ 현재전 23,000년) – 쇼베 동굴의 동굴벽화와 비너스상이 발견되었다(Gravettian 시기 동안 지속됨).
- Périgordian (현재전 35,000년 ~ 현재전 20,000년) – 이 용어의 사용은 논의되고 있다.
  - 샤텔페로니안Châtelperronian 문화 (현재전 39,000년 ~ 현재전 29,000년) – 초기의 네안데르탈, 무스티에 산업으로부터 비롯되었다. 네안데르탈인과 현생인류가 유럽에 공존하던 시기를 대표하던 문화 중 하나이다.
  - 그라벳Gravettian 문화 (현재전 28,000년 ~ 현재전 22,000년) –  Cosquer 동굴의 동굴벽화와 비너스상이 발견되었다.
- 솔류트레 문화 (현재전 22,000년 ~ 현재전 17,000년)
- 마들레느Magdalenian 문화 (현재전 17,000년 ~ 현재전 10,000년) – 라스코(도르도뉴의 Montignac-Lascaux의 마을 근처에 위치함, 기원전 13,000년에서 기원전 15,000년 사이의 유적, 기원전 25,000년까지 거슬러 올라갈 수도 있다) Pech Merle(랑그도크의 로트에 위치함, 16,000년 전의 유적)의 동굴벽화, Trois-Frères 동굴과 100마리 맘모스의 동굴이라고도 알려진 Rouffignac 동굴이 이 문화의 유적인 것으로 보인다. 그들은 8km 이상의 지하 통로를 가진 프랑스에서 가장 광범위한 동굴 시스템을 가지고 있었다.

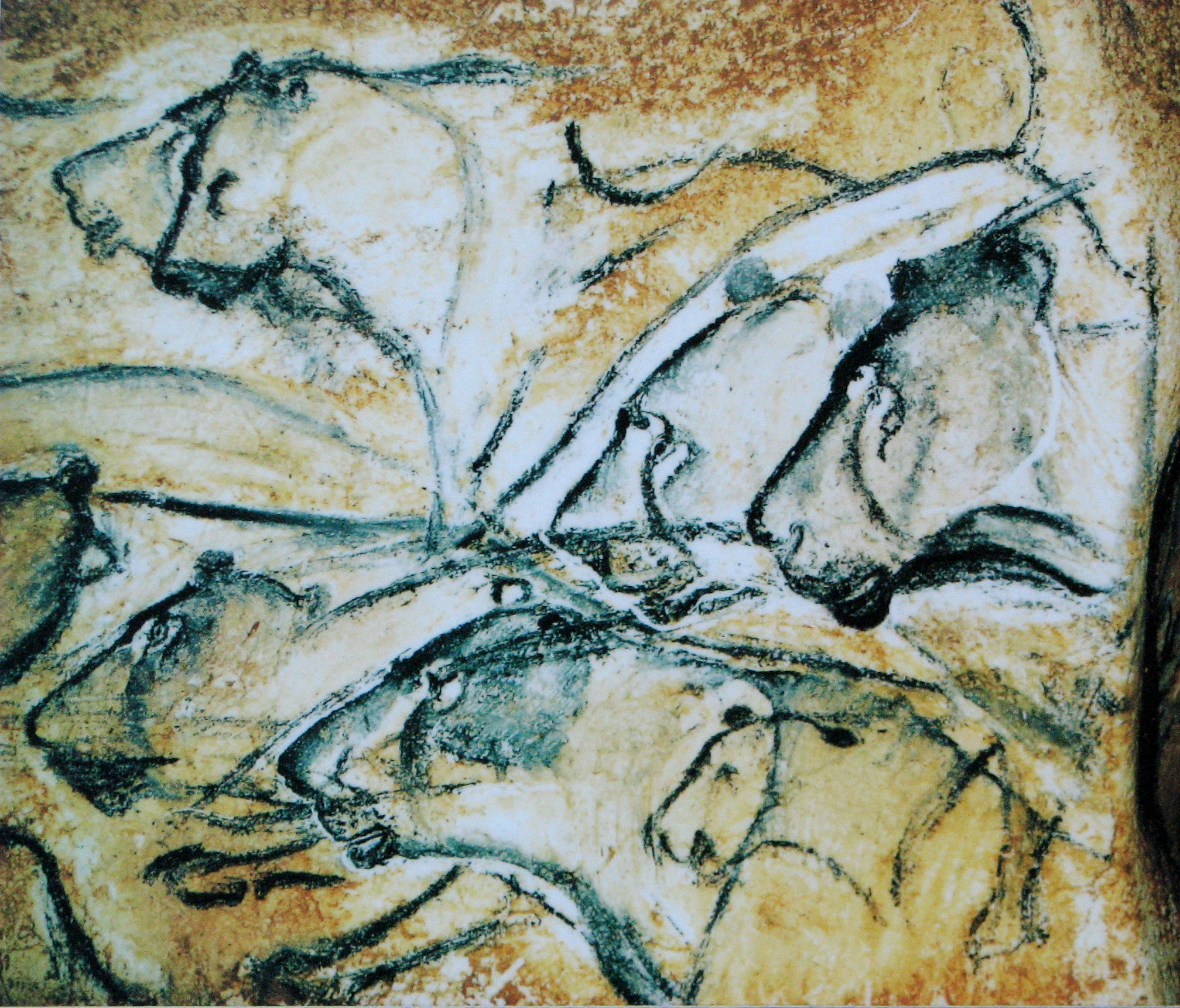
쇼베 동굴 벽화, 오리냐크 문화
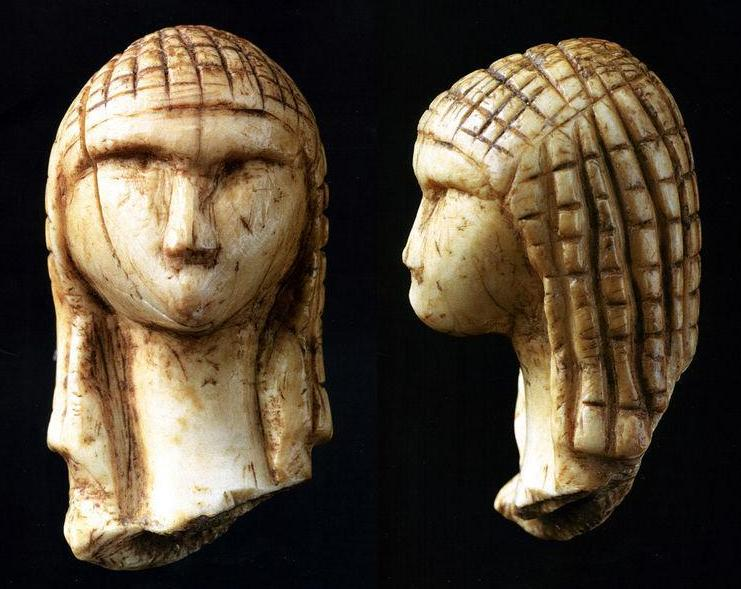
Brassempouy의 비너스, 그라벳 문화
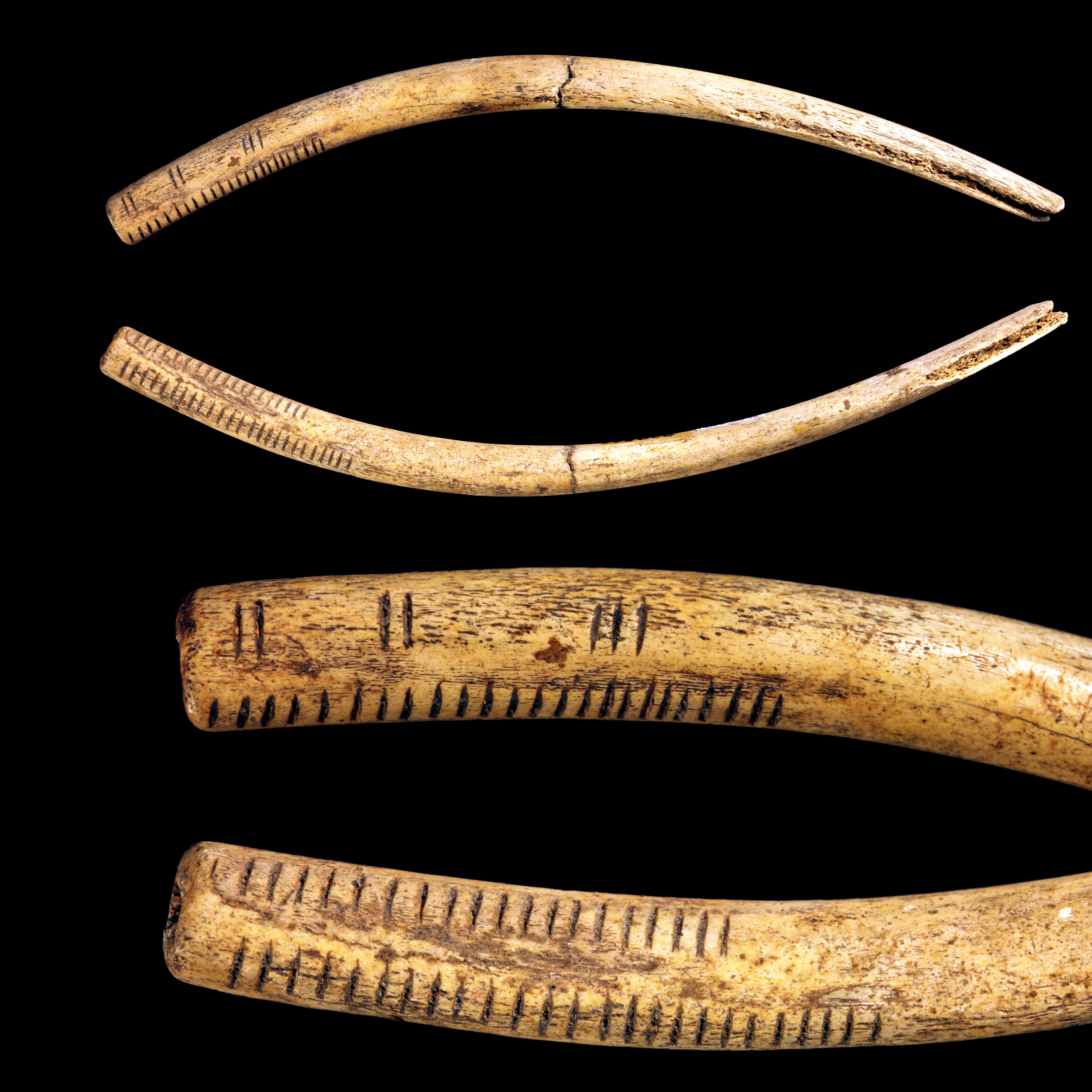
무언가 새겨진 뼈, 그라벳
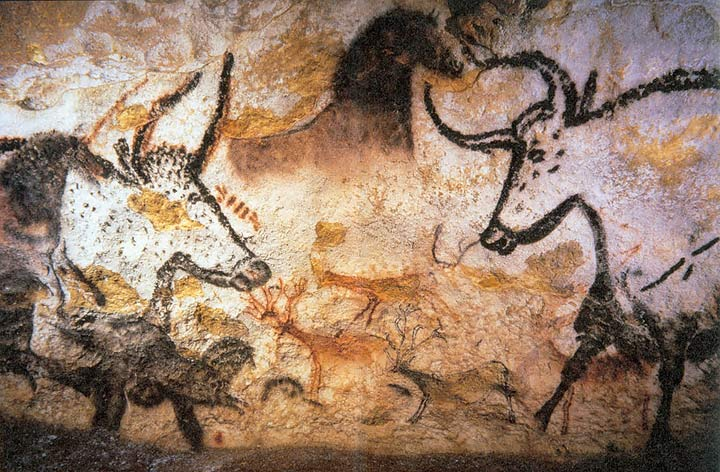
라스코 동굴 벽화, 마들레느 문화
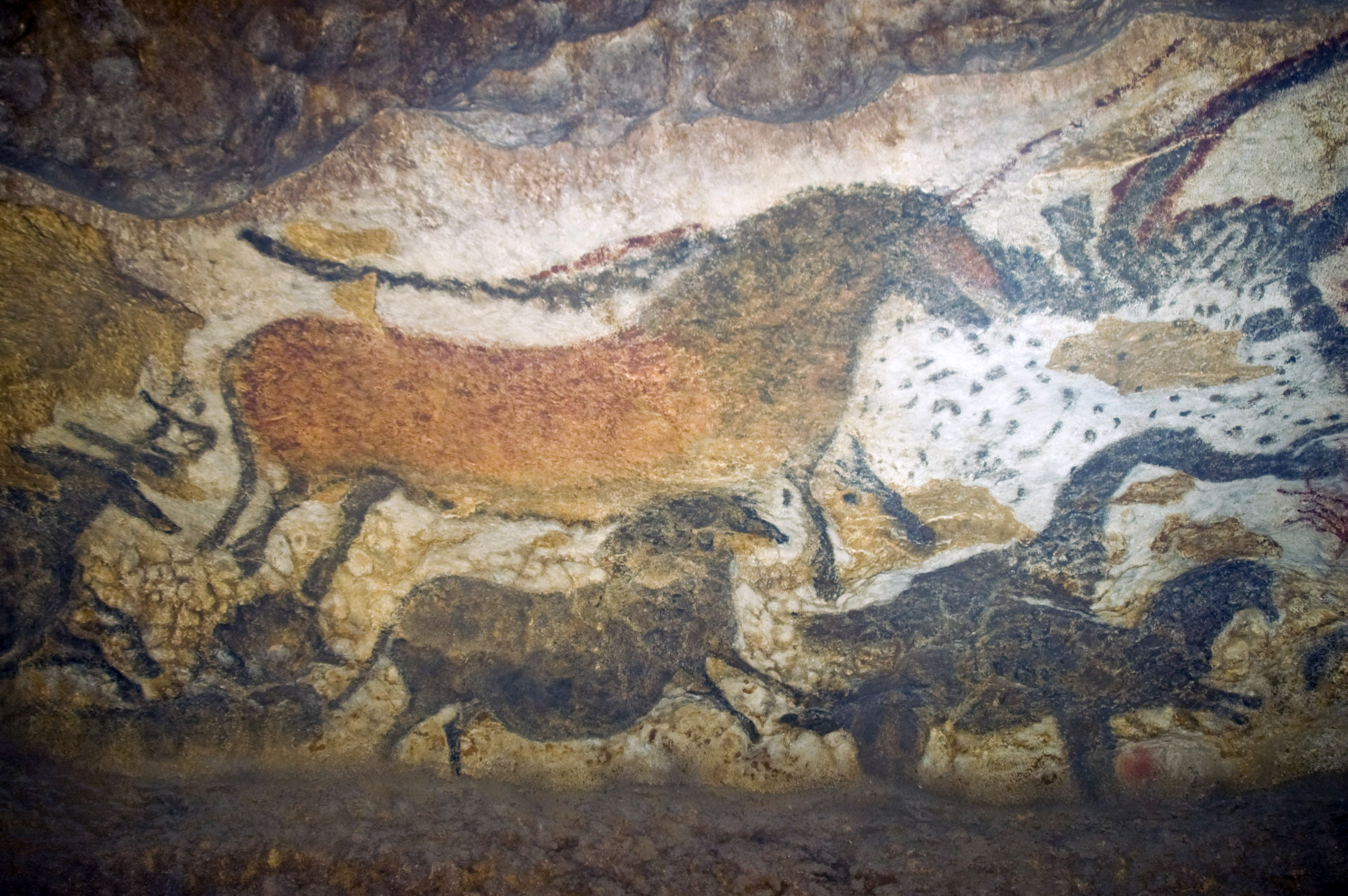
라스코 동굴 벽화, 마들레느 문화
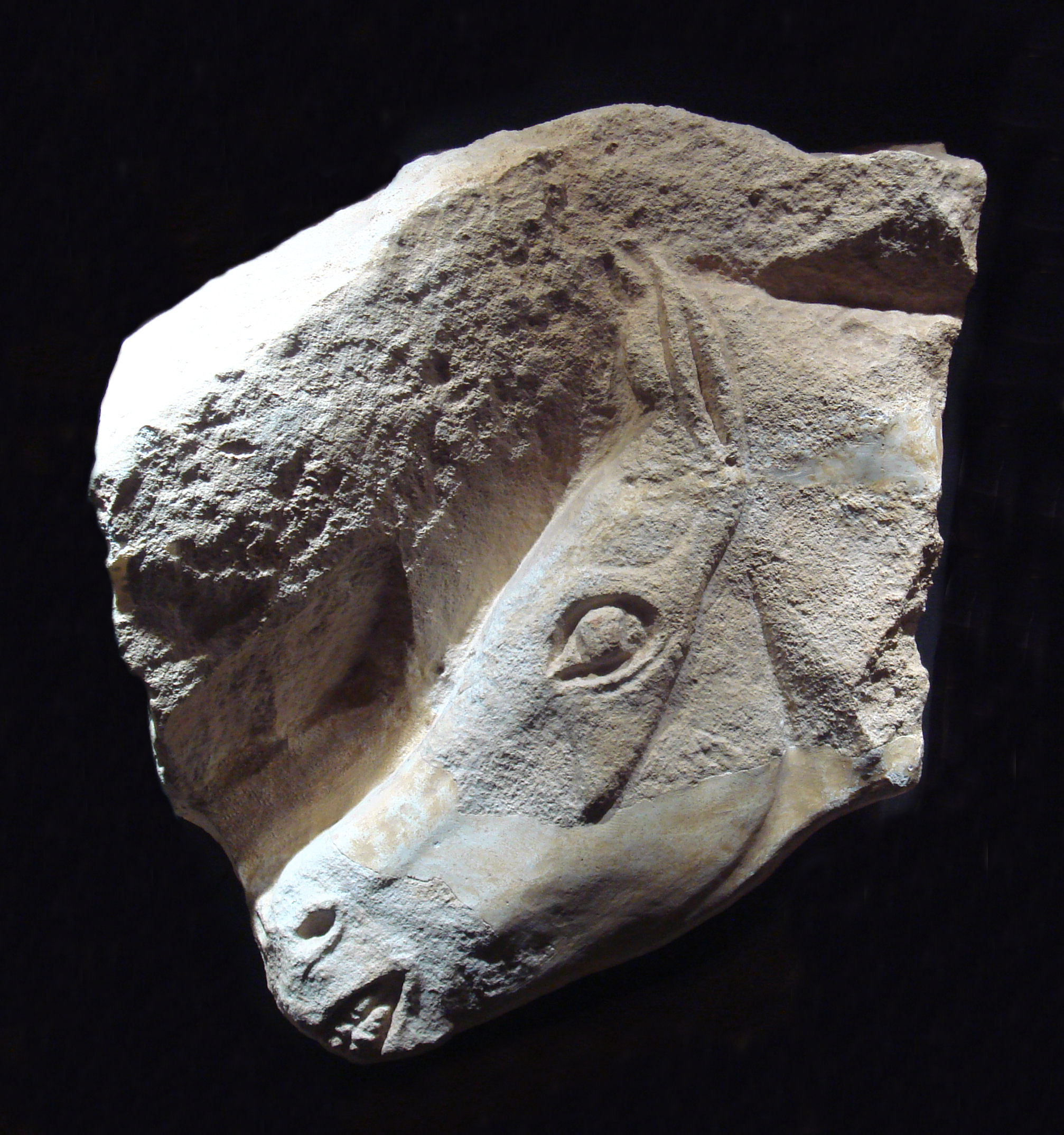
석판화, 마들레느 문화
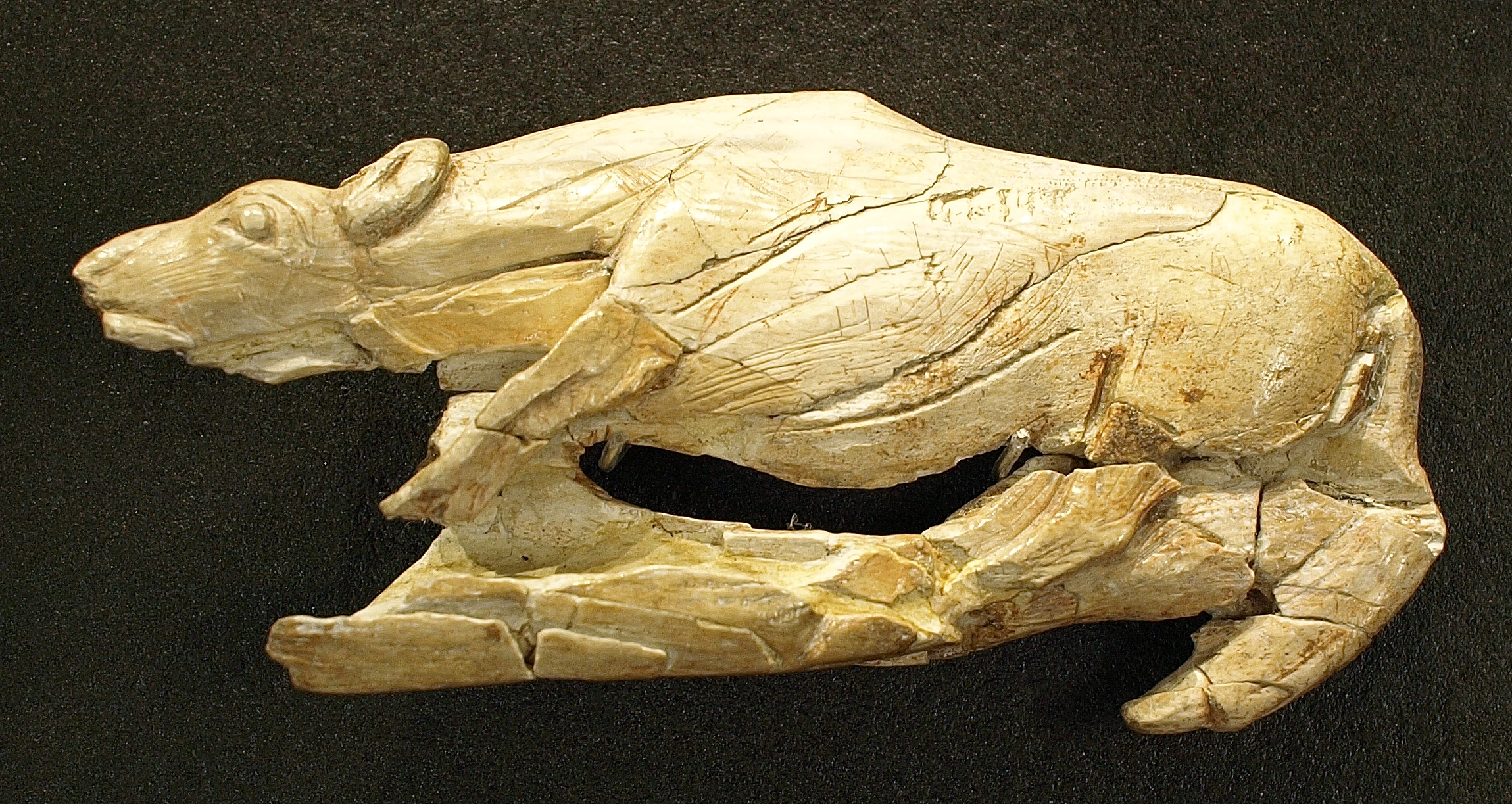
뼈 조각상, 마들레느 문화
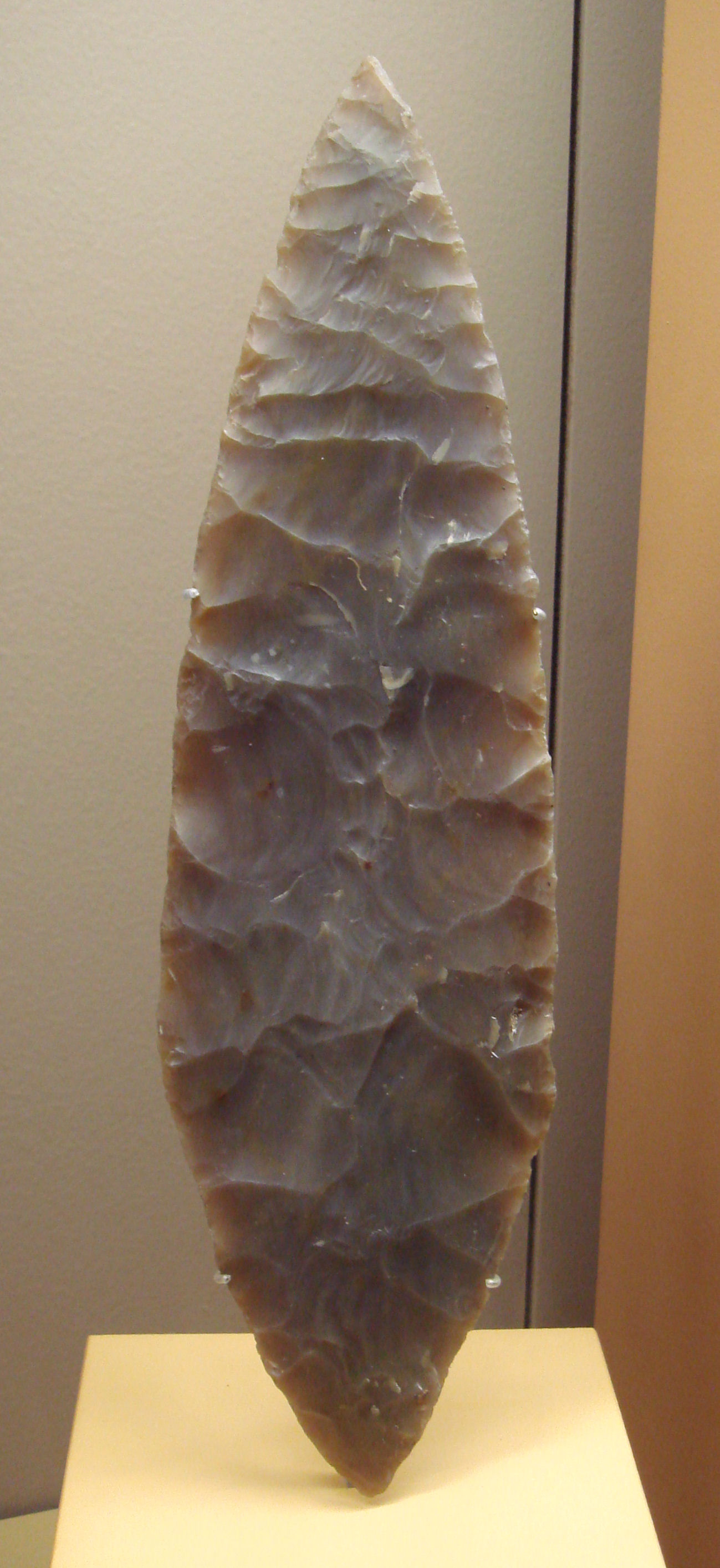
거대한 양면 석기, 솔류트레 문화

## 중석기 시대
구석기 시대부터 중석기 시대까지, 마들레느 문화는 발달되었다. 초기 중석기 시대, 혹은 아질 문화는 스페인 북부와 프랑스 남부의 Franco-Cantabrian region에서 약 14,000년 전에 시작했다. 이는 홀로세의 시작인 11,500년 전 중석기 시대에 진입한 서부 유럽의 다른 지역에 비해 앞서 나가는 것이었다. 이 문화는 농경의 발명과 함께 막을 내렸다.

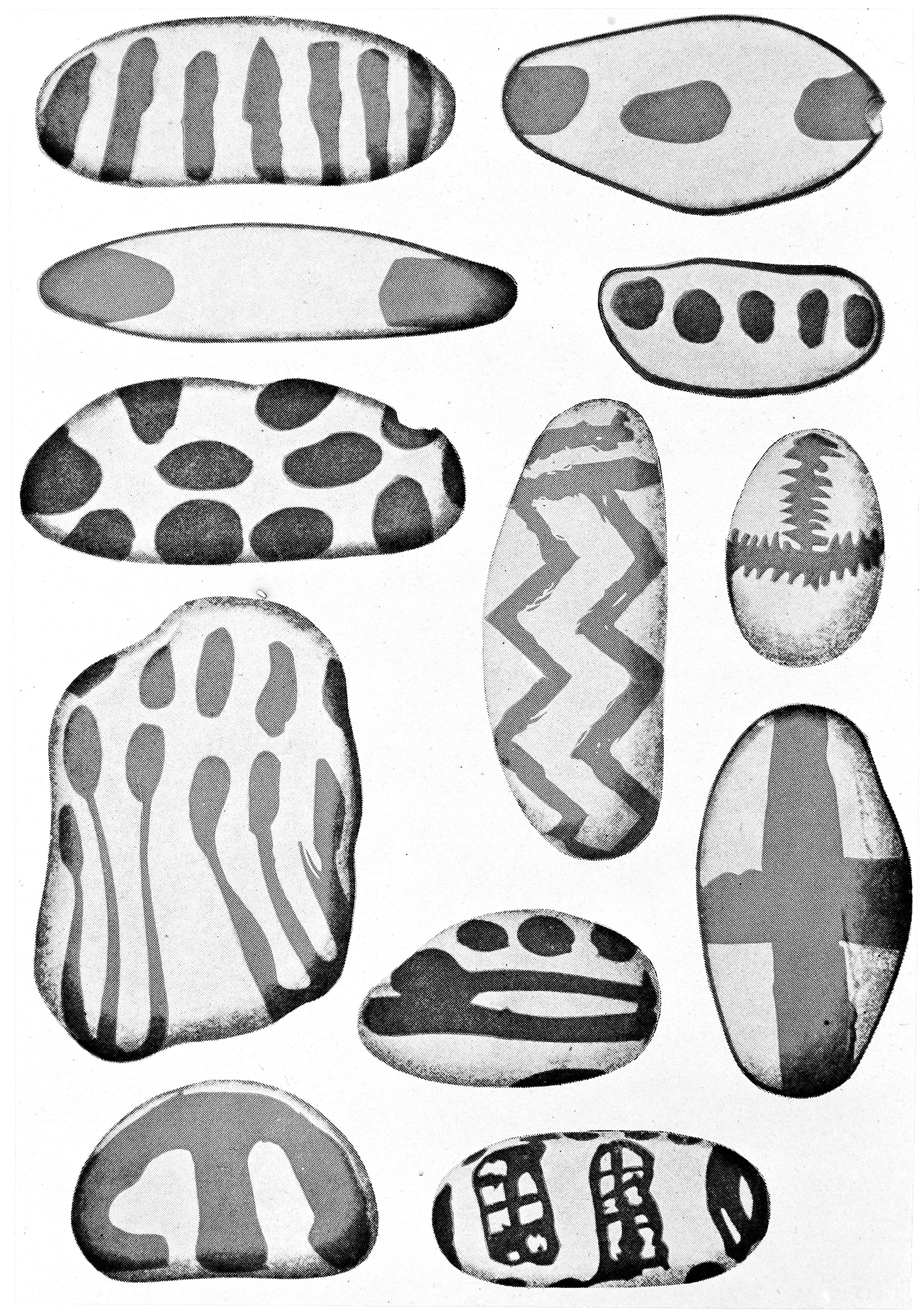
색칠한 조약돌, 아질 문화

마지막 최대 빙하기의 아질 문화는 북부 유럽의 아렌스부르크 문화, 북동부 유럽의 스웨더리안 문화와 같은 다른 비슷한 유럽의 중석기 문화들과 공존했다. 아질 문화는 남프랑스와 스위스의 Sauveterrian 문화, 북프랑스의 타르드누아 문화, 북유럽의 마글레모제 문화로 계승되었다.
고고학자들은 서유럽에 중석기 시대가 존재했는지 확신하지 못한다. 비인도유럽어족의 인구는 중석기 시대의 잔재인 것이 확실하다. 피레네산맥의 바스크인들이 가장 강력한 예이며, 그들의 언어가 세계의 다른 언어들과 관계가 없어졌을 때부터 바스크인들의 인구는 뚜렷한 유전자 프로필을 가지게 되었다. 도거랜드가 바다 속으로 가라앉으면서 주변 지역과 그곳에 살던 수렵채집인들은 홍수를 피해 북프랑스에서 멀리는 동부 아일랜드까지 이주해왔다.

## 신석기 시대

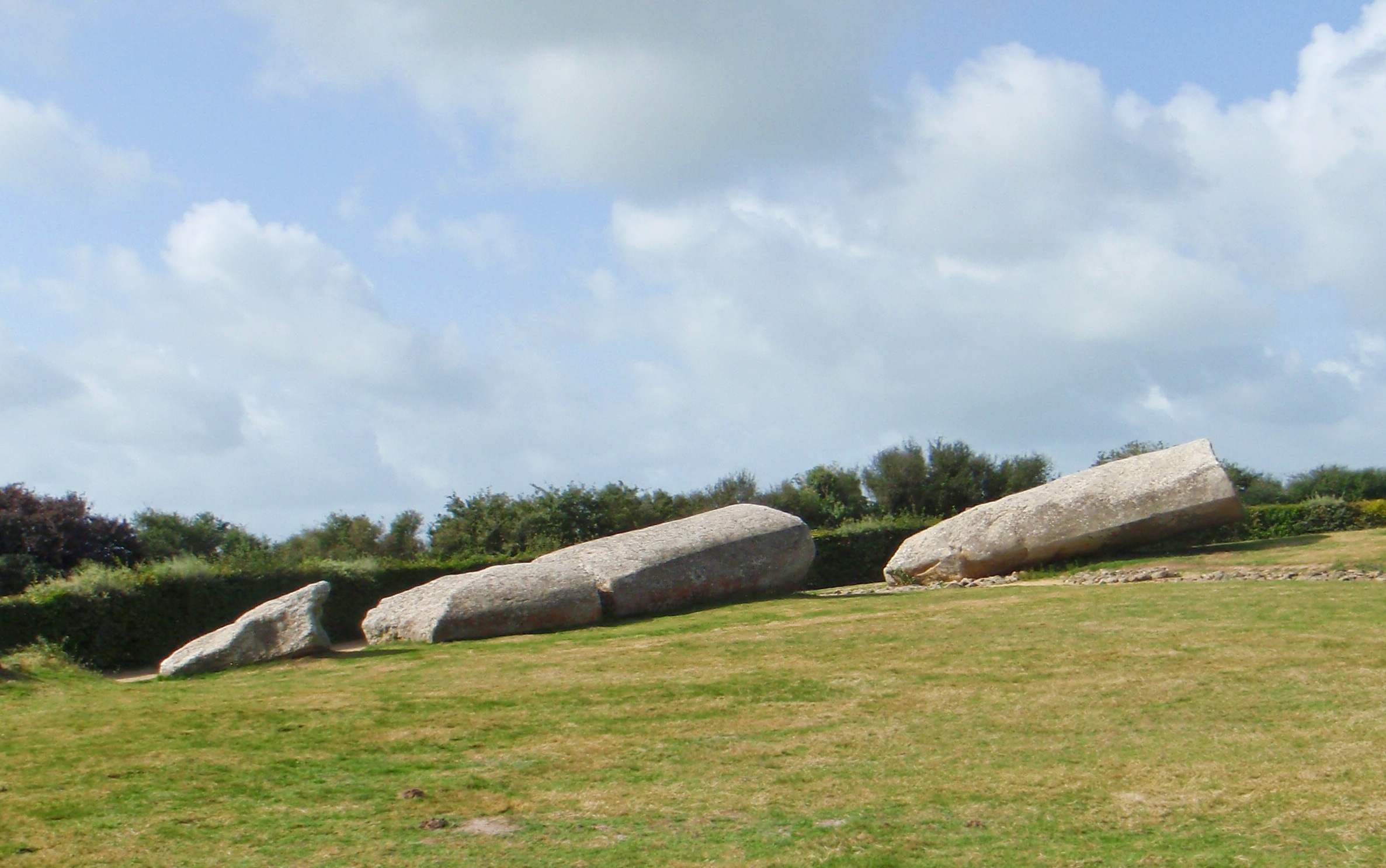
Er Grah의 부러진 선돌, 기원전 4,500년. 원래 높이는 20.6m이다.

신석기 시대는 북유럽에 마지막으로 유입되었으며 거의 3,000년(기원전 5,000년 ~ 기원전 2,000년) 동안 지속되었다. 농업의 등장, 도구와 도예의 발달(압인무늬토기 문화, 선형토기 문화Linear Pottery culture), 그리고 더 크고 복잡한 정착촌의 성장이 이루어진 과도기로 특징이 된다. 이는 흔히 '신석기 혁명'으로 불린다. 서남아시아인들이 유럽으로 이주해왔다. 이 확장은 에게해부터 브리튼 제도까지 유럽을 가로질렀으며 2,500년이 걸렸다(기원전 6,500년 ~ 기원전 4,000년). 몇몇 고고학자들은 이 확장으로 인해 인도유럽어 화자들의 등장과 함께 중석기 문화가 후퇴했을 것이라고 본다. 아나톨리아 가설에 따르면 인도유럽어족은 초기 신석기 시대에 이곳에 도달했을 것으로 상정된다. 고유럽 하이드로님Old European Hydronymy은 한스 크라헤Hans Krahe에 의해 유럽에서 가장 오래된 초기 인도유럽인의 상(像)으로 간주된다. 그러나 언어학자들은 대개 쿠르간 가설에 따라 인도유럽어족의 등장이 청동기 시대에 이루어졌다는 가설을 선호한다. 인도유럽어족 확산의 모델로 가장 흔하게 받아들여지는 후자의 가설에 따르면 유럽의 신석기 시대 인류는 "인도유럽어족 이전 인류" 혹은 "고유럽인"으로 불린다.
많은 유럽의 신석기 시대 부족들은 기본적인 특징을 공유한다. 작은 규모의 가족이 모여 공동체를 구성하고, 순화된 식물과 동물(작물화, 가축화)을 먹고 살며 부족할 경우 야생에서 식물을 채집하거나 사냥으로 보충한다. 또한 돌림판 없이 수제 도자기를 생산했다. 프랑스의 신석기 시대 유적들에서는 선형토기 문화(기원전 5,000년 ~ 기원전 4,500년), 뢰센 문화Rössen culture(기원전 4,500년 ~ 기원전 4,000년), 샤생 문화Chasséen culture(기원전 4,500년 ~ 기원전 3,500년)의 유물이 발견되었다.
'아르모리칸Armorican'과 북프랑스 신석기 문명(스르니 문화Cerny culture)은 선형토기 문화의 전통에 기반을 두고 있다. 아모리칸 문화는 브르타뉴의 테비에크Téviec, 에디크Hœdic 문화의 중석기 전통에 기원을 두고 있을 수도 있다.

프랑스 전역에서 발견되는 고인돌, 선돌, 환상열석 그리고 석실분 같은 거석기념물들은 신석기 시대의 것으로 추정되며, 브르타뉴와 오베르뉴에 지역에 밀집되어 있다. 이들 중 가장 유명한 것은 카르나크 열석(기원전 3,300년의 것으로 추정, 하지만 최대 기원전 4,500년의 것일 수 있음)과 생술피스드팔레렁스Saint-Sulpice-de-Faleyrens가 있다.

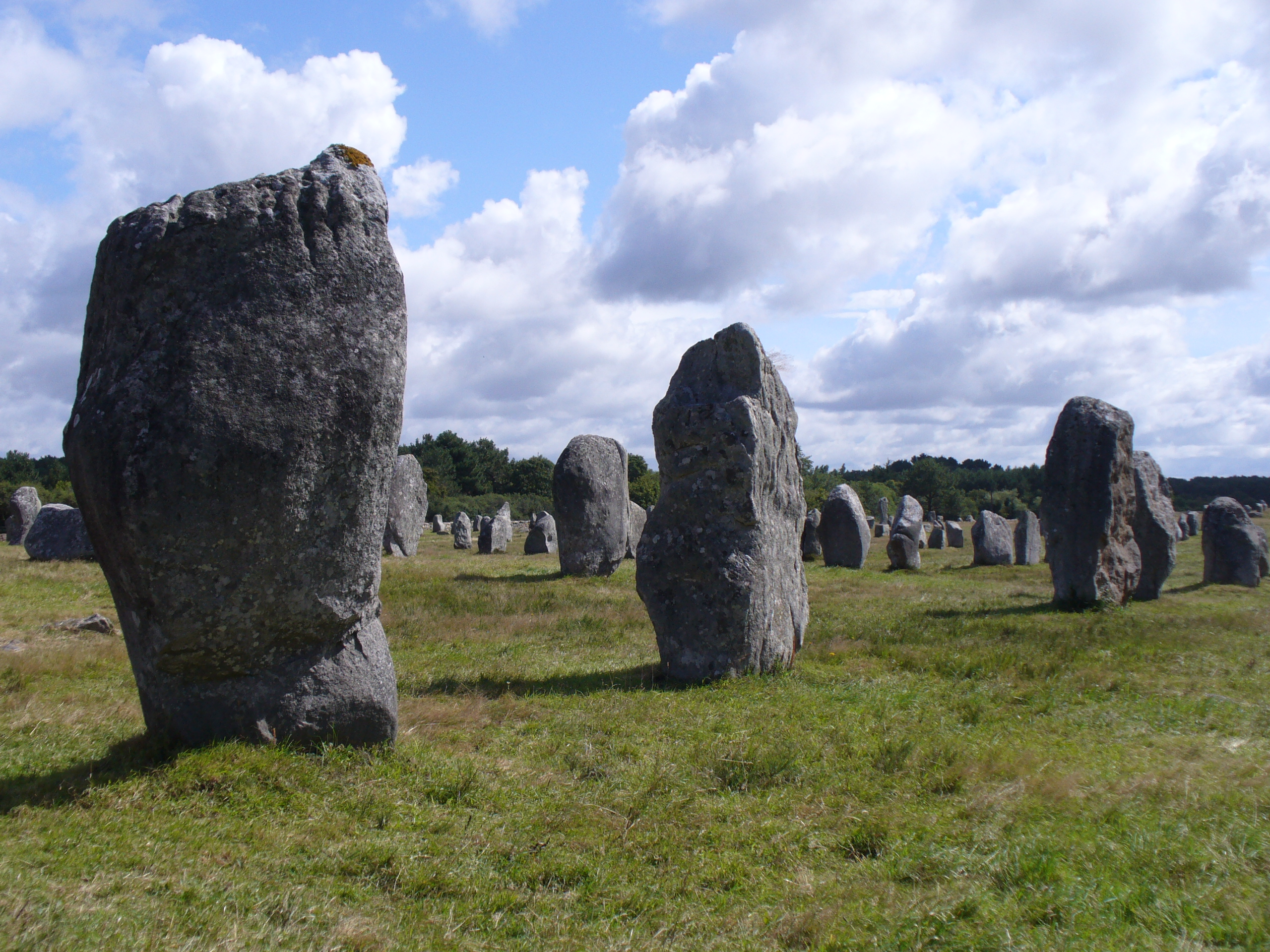
카르나크 열석
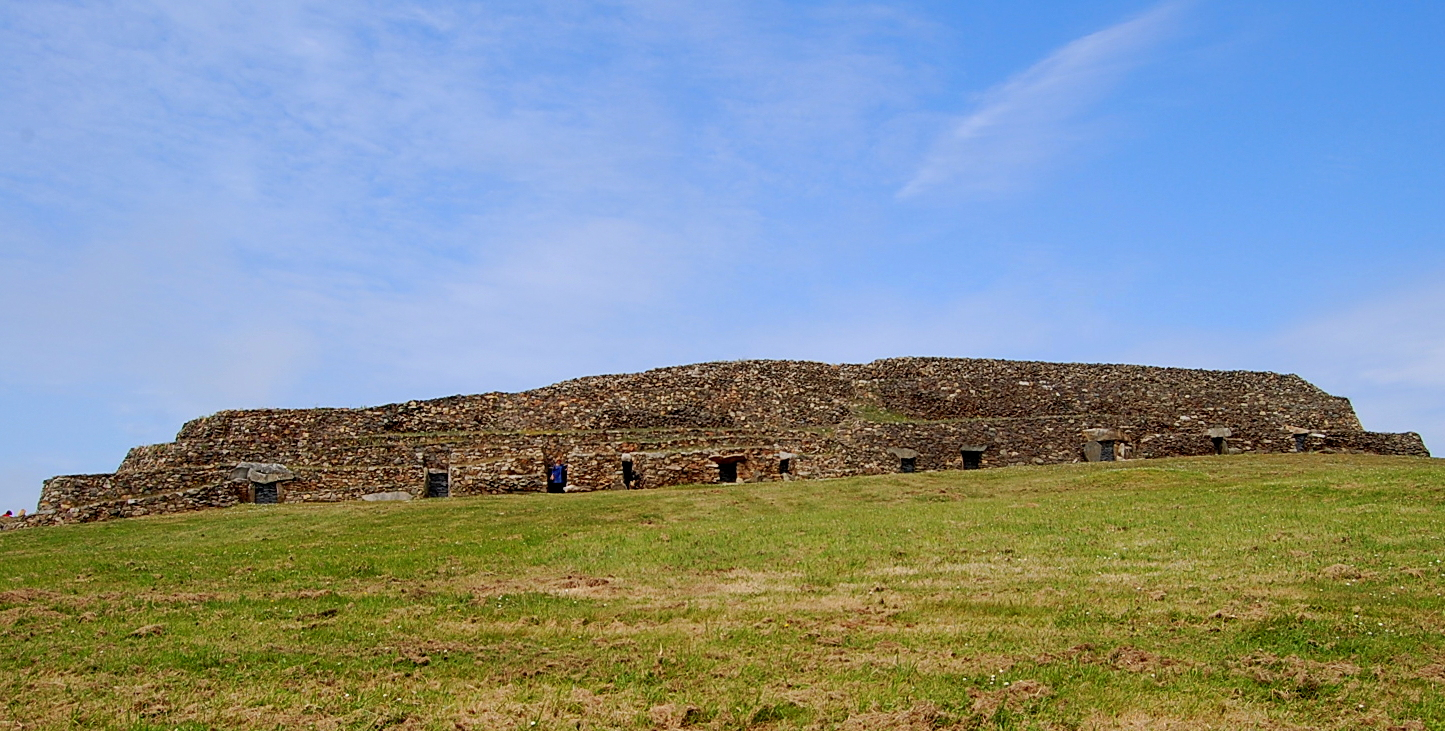
바르네네즈의 돌무덤, 브르타뉴, 기원전 4,800년
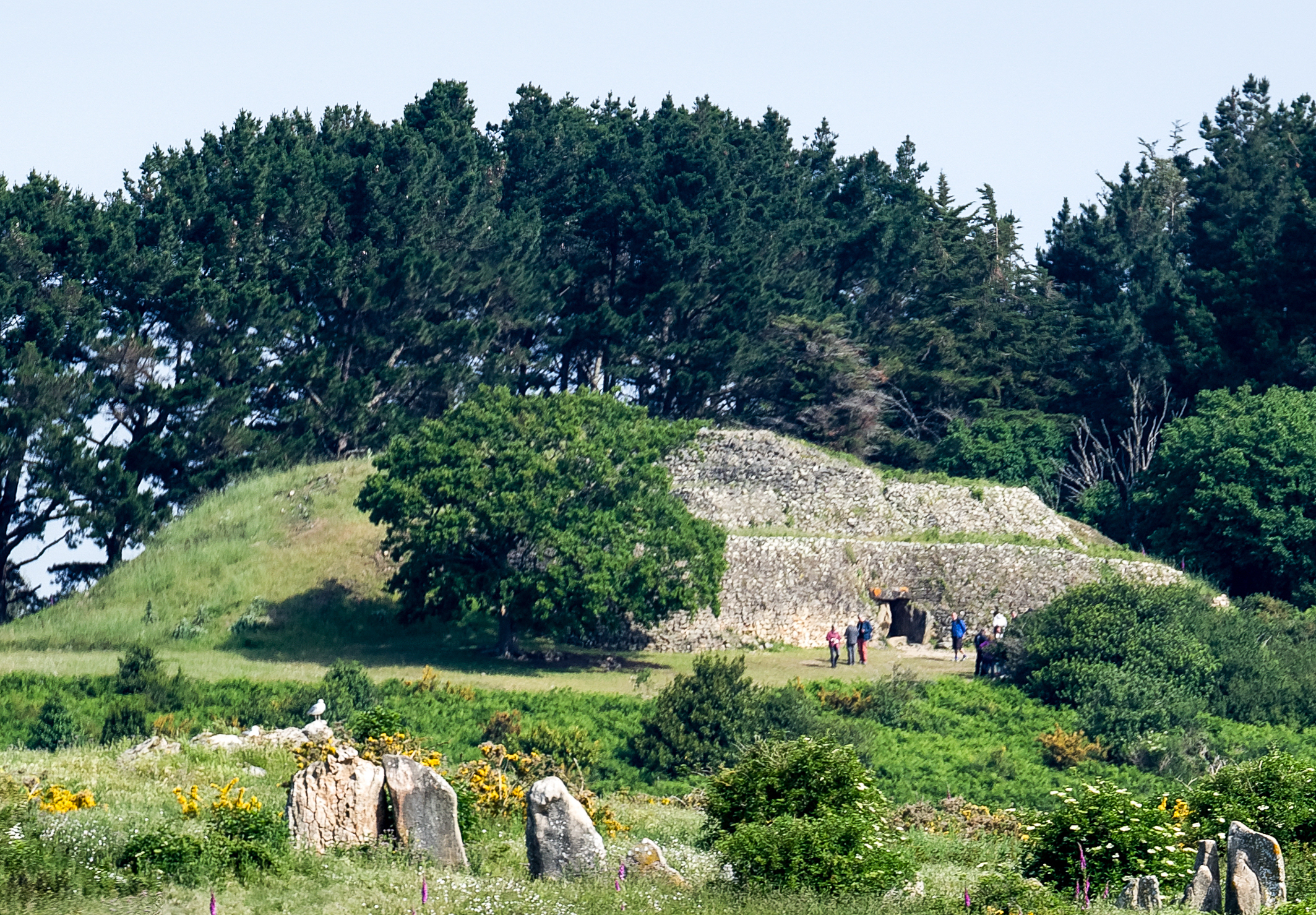
가브리니즈 무덤, 브르타뉴, 기원전 4,200년
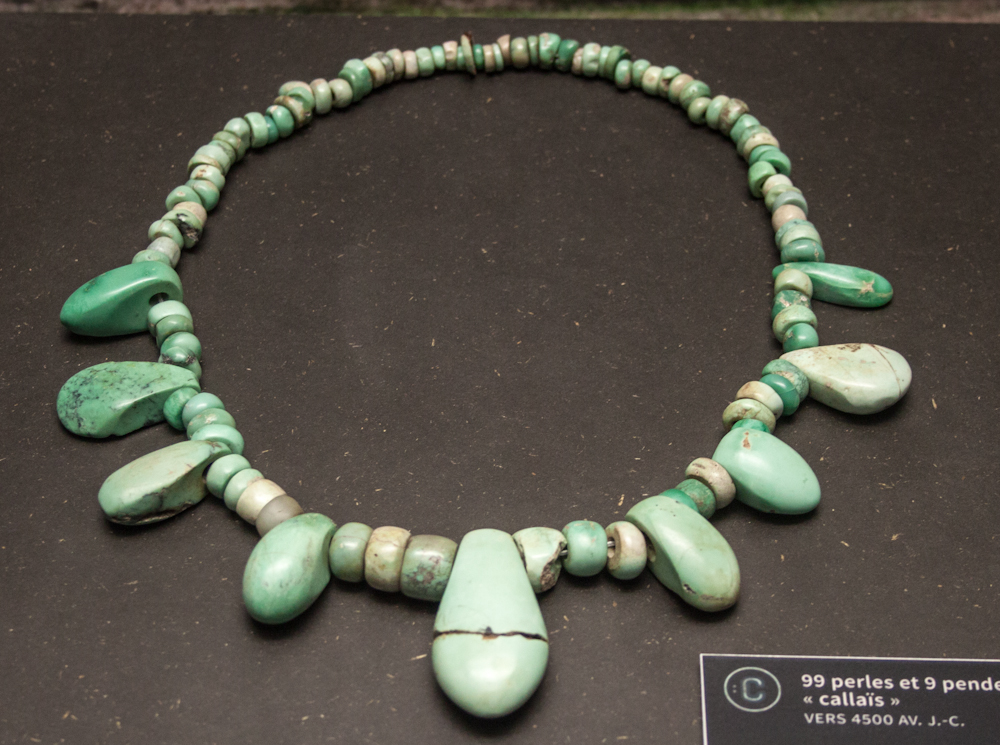
청록색 목걸이, 카르나크, 기원전 4,500년
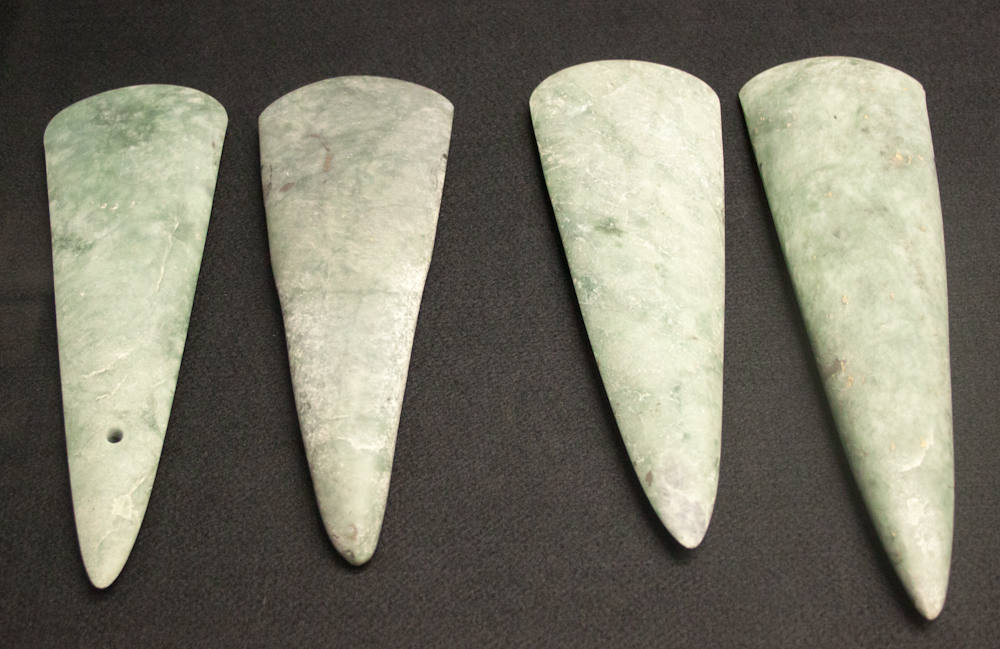
세련된 비취색 도끼, 카르나크, 기원전 4,500년
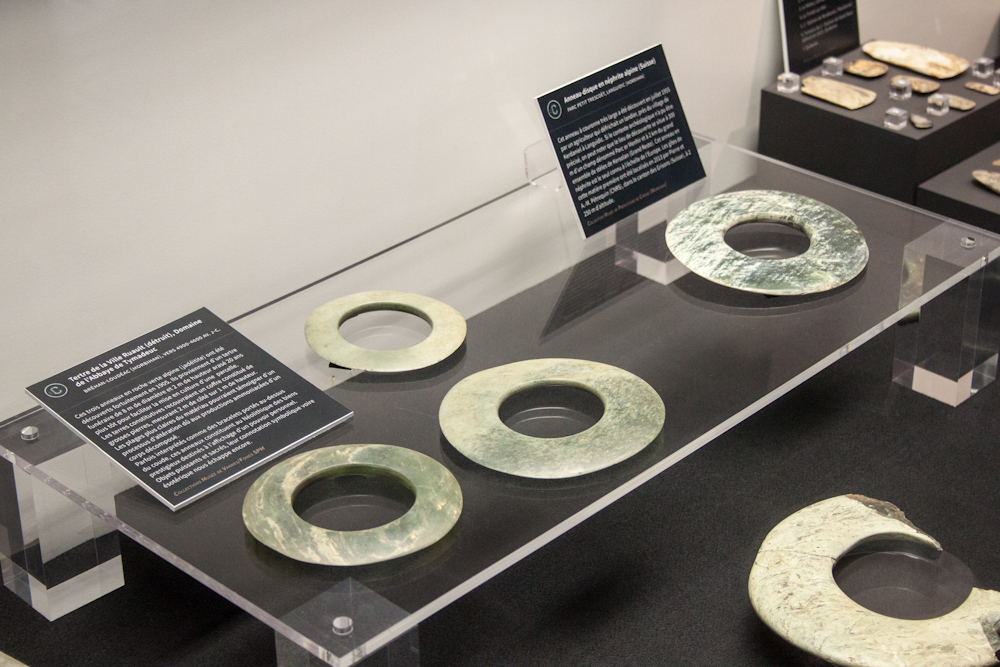
세련된 비취색 고리, 카르나크, 기원전 4,500년
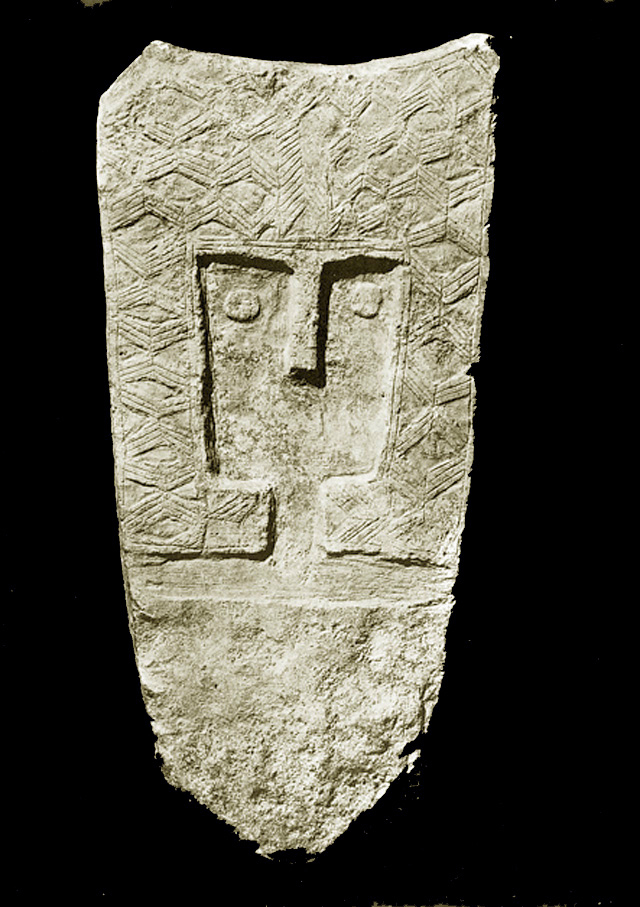
로리스의 묘석, 샤생 문화, 기원전 4,000년[b]
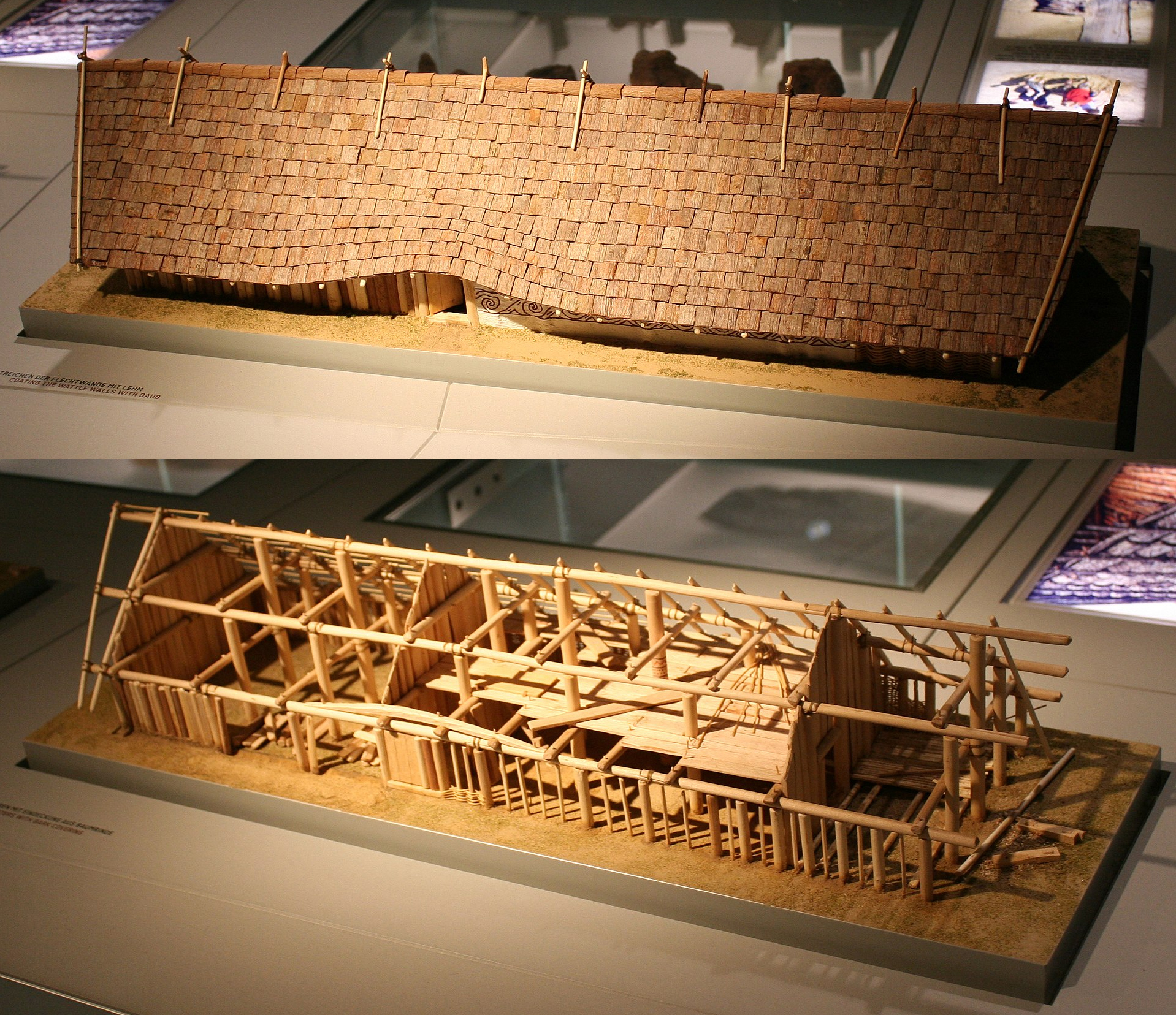
선형토기 문화의 롱하우스, 기원전 5,000년

## 동기 시대
신석기 시대와 청동기 시대 사이의 과도기인 동기 시대 동안 프랑스에서는 센우아즈마른 문화와 비커 문화가 발전했다.
센우아즈마른 문화(기원전 3,100년 ~ 기원전 2,400년)의 이름은 북프랑스 우아즈강과 마른강 주변의 마지막 신석기 문화로부터 유래했다. 마른강의 백악 계곡에 위치한 쇄암묘Rock-cut tomb들은 비슷한 디자인으로 파여졌다. 동남부에서는 샤생 문화에서 발달된 몇몇 집단들이 거석기념물을 제작했다.
기원전 2,600년 경에 시작된 아르테나크 문화는 유럽의 거석기념 문화 중 하나였다. 도르도뉴에서 발전했으며, 다뉴브인들의 발전에 영향을 받았을 가능성이 있다. 보통의 화살로 무장했고 기원전 2,400년 경에는 프랑스의 대서양 지역부터 벨기에까지 차지하고 있었다. 라인강 근처의 인도유럽인(매듭무늬토기 문화)과 안정적인 국경을 형성했다.
비커 문화(기원전 2,800년 ~ 기원전 1,900년)는 광범위하게 퍼진 현상이었다. 마시프상트랄을 제외한 프랑스 전역에 퍼져있었다.

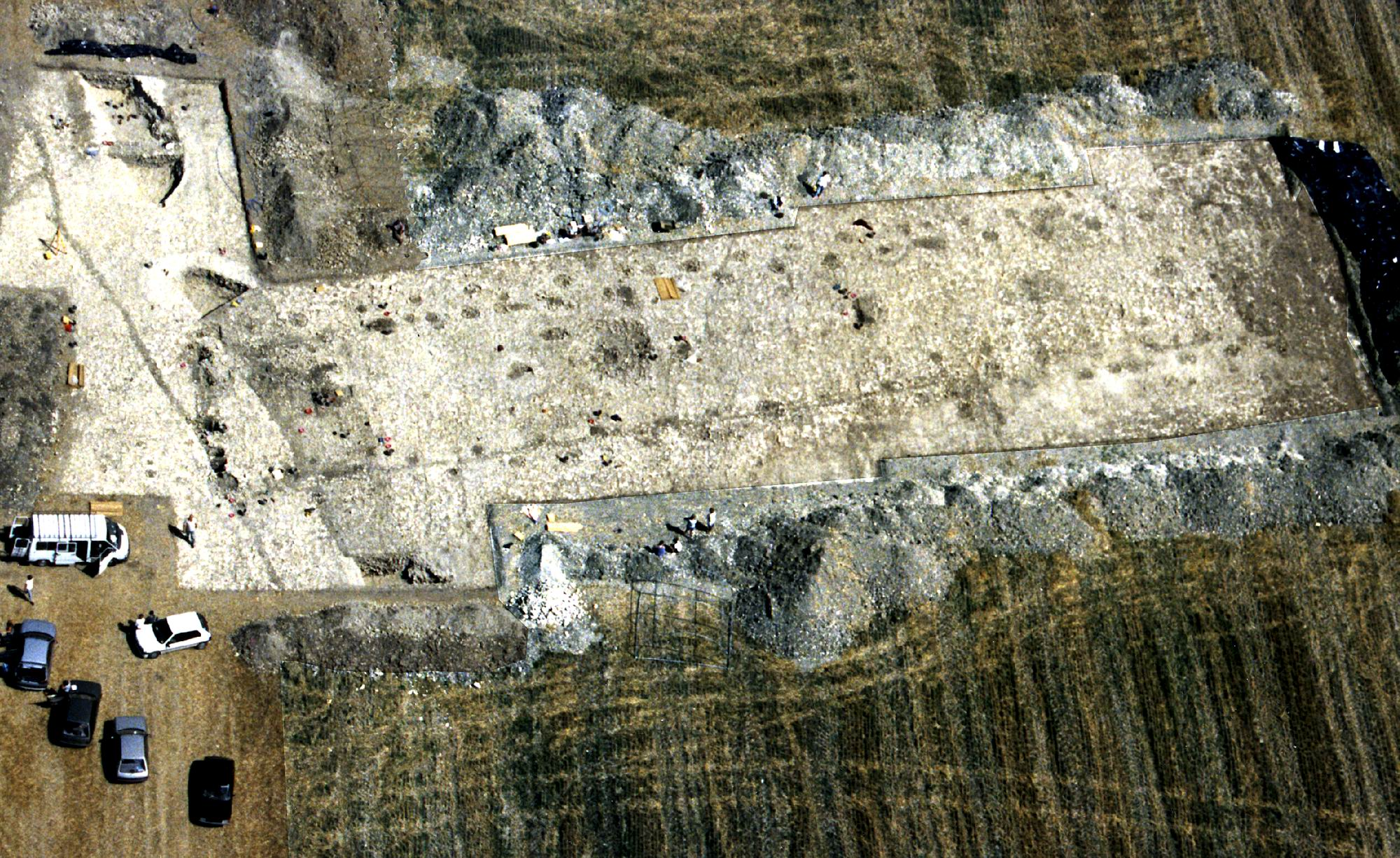
샬리냑에서 발견된 거대한 건물, 아르테나크 문화
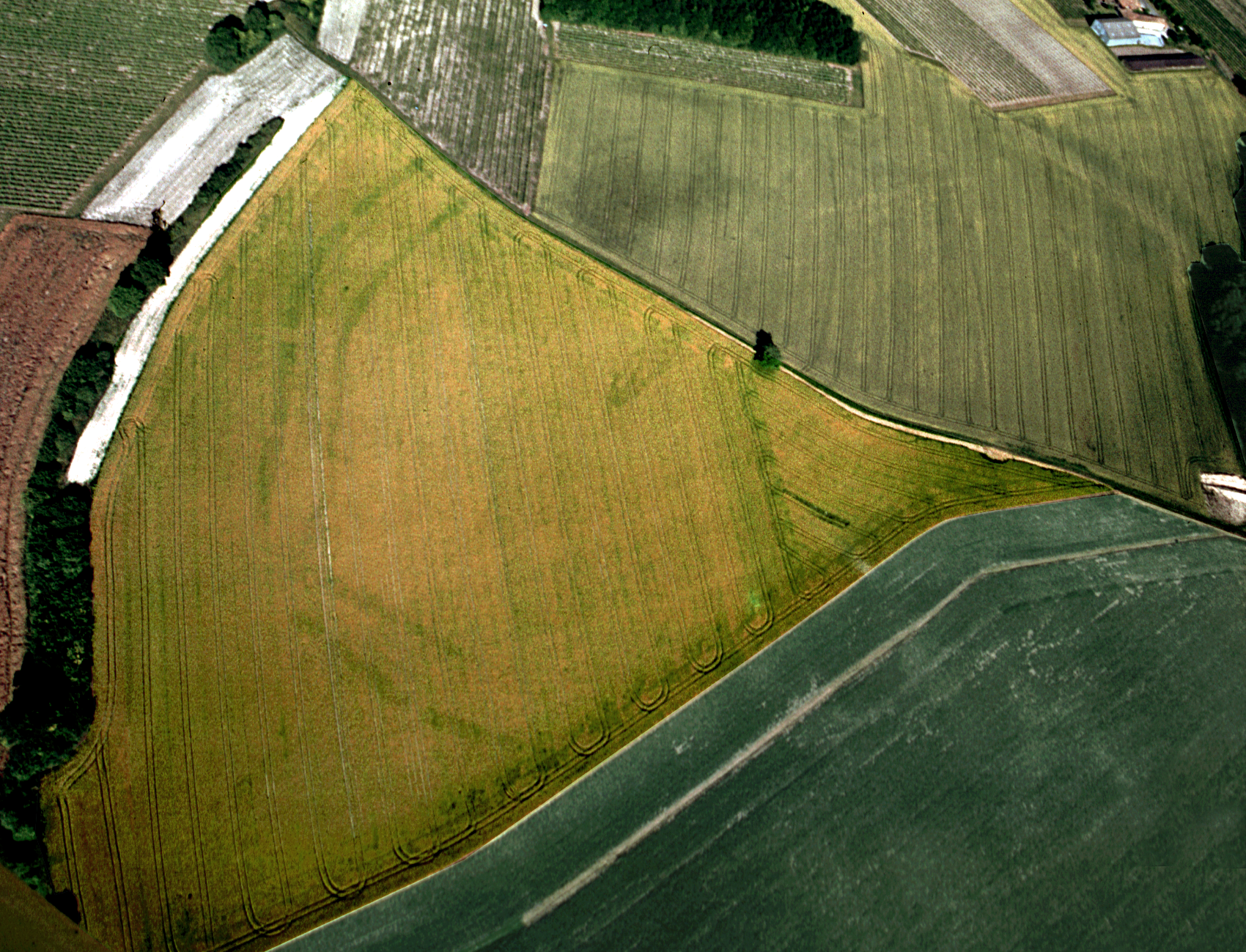
샬리냑의 아르테나크 거주지
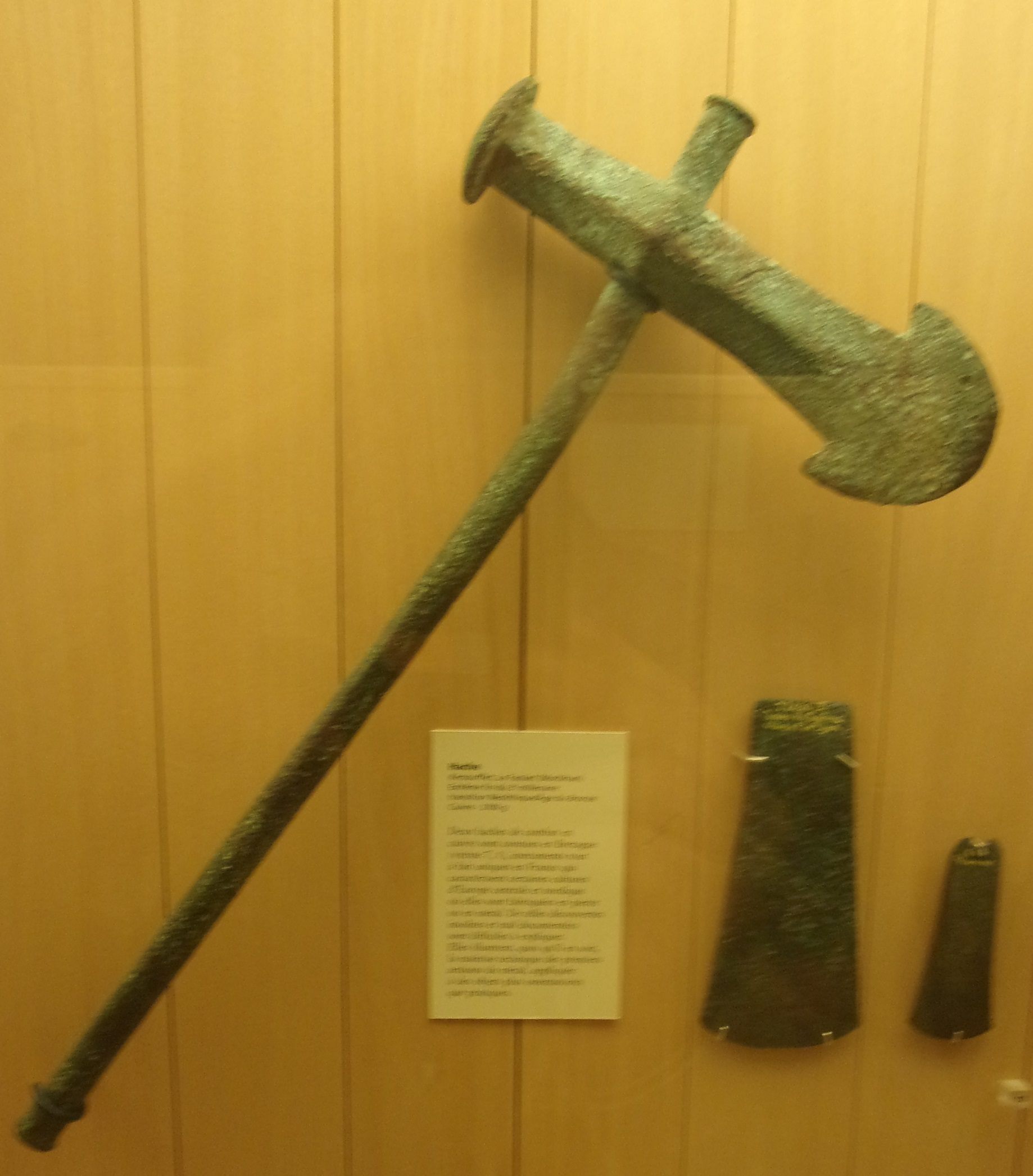
구리 도끼, 브르타뉴, 기원전 3,000년
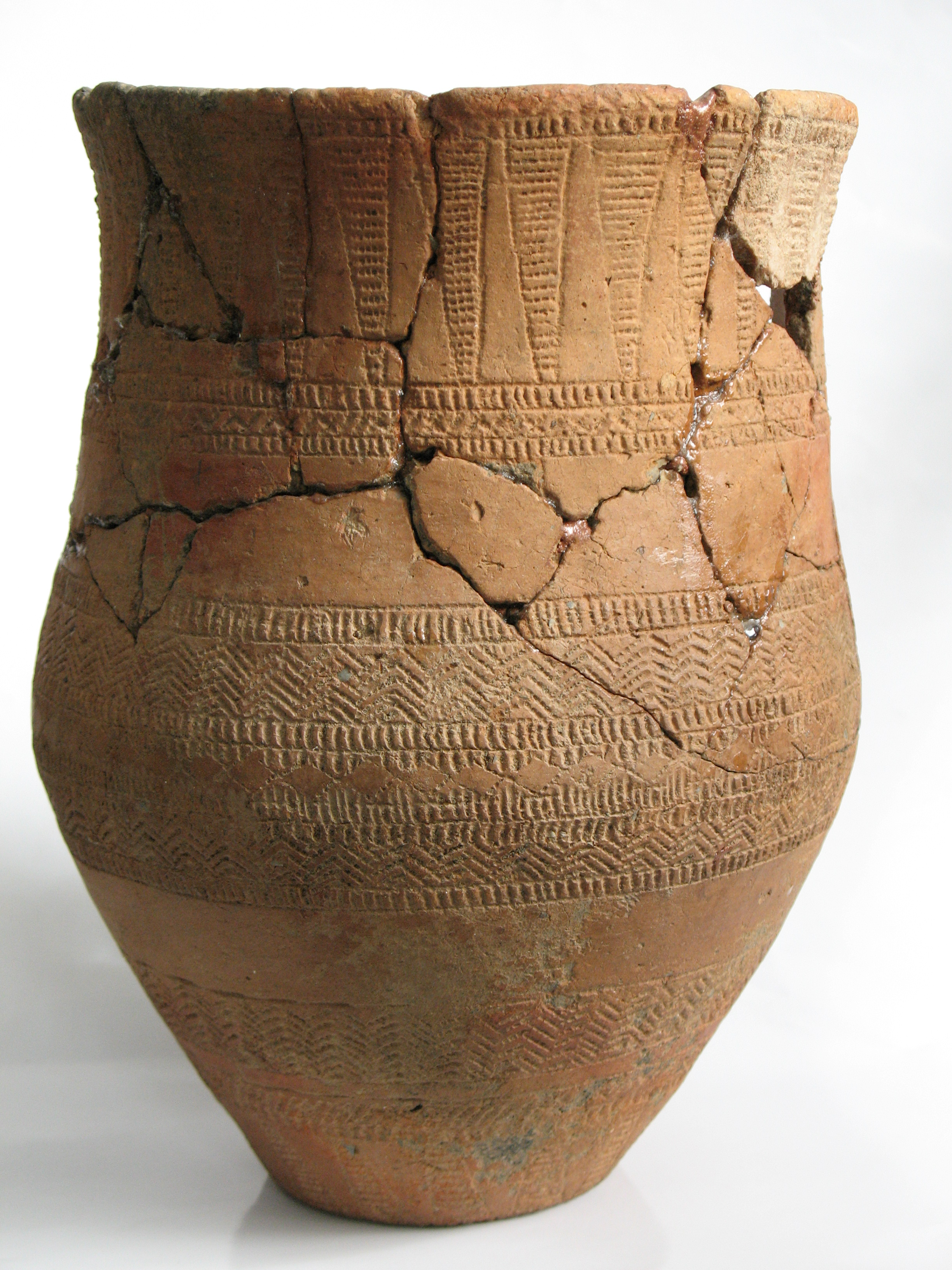
비커 문화, 기원전 2,500년
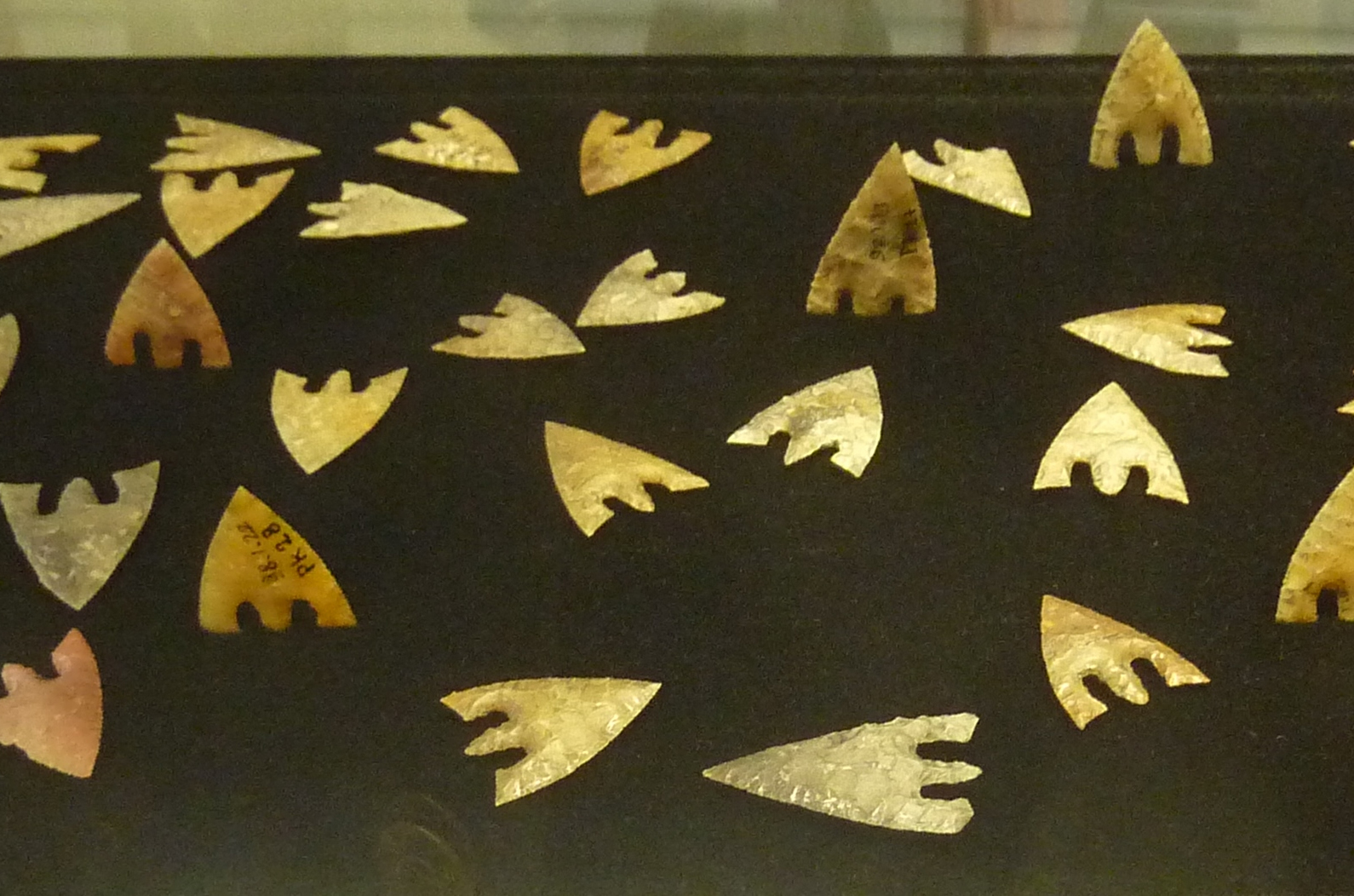
화살촉, 비커 문화
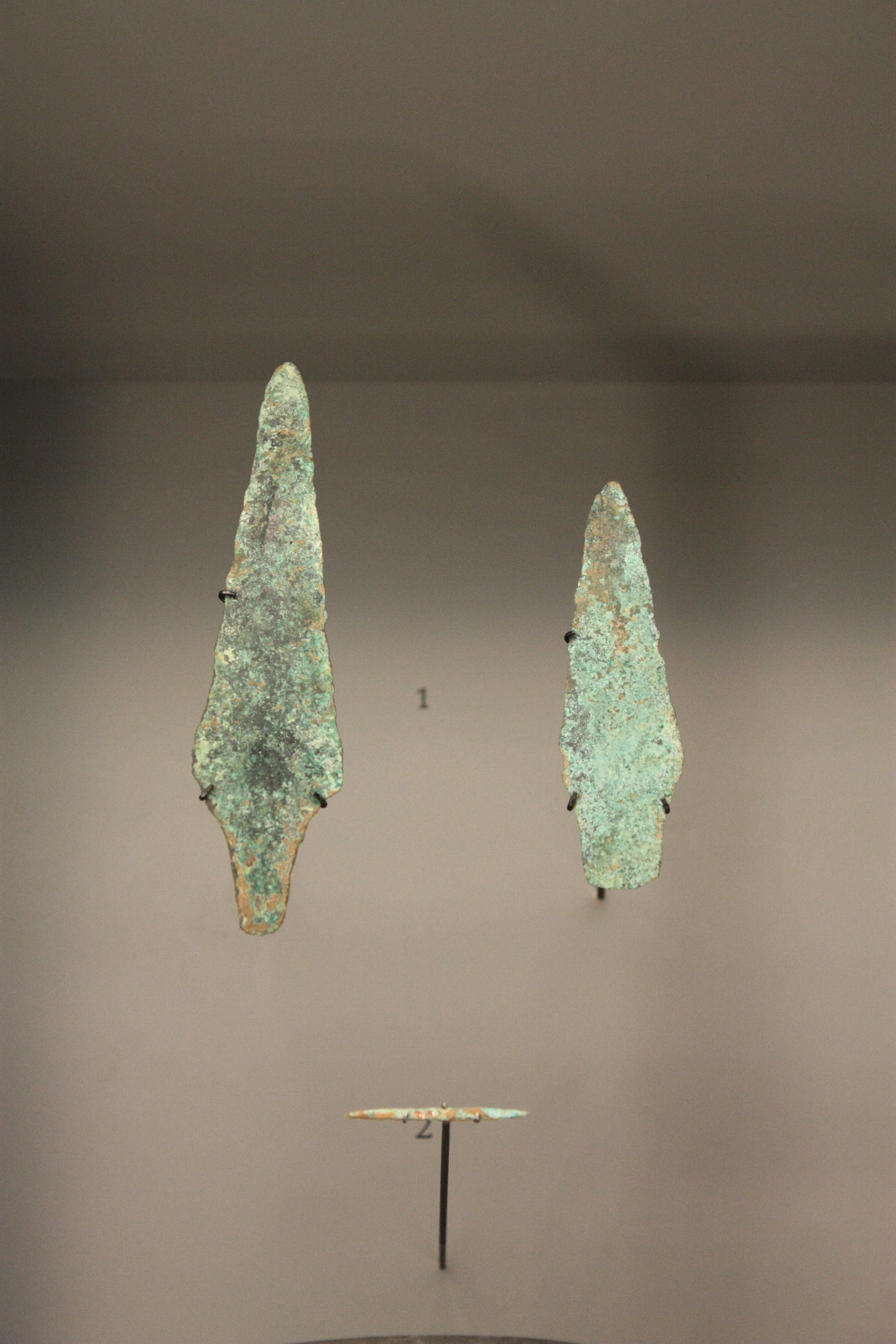
구리 단검, 비커 문화
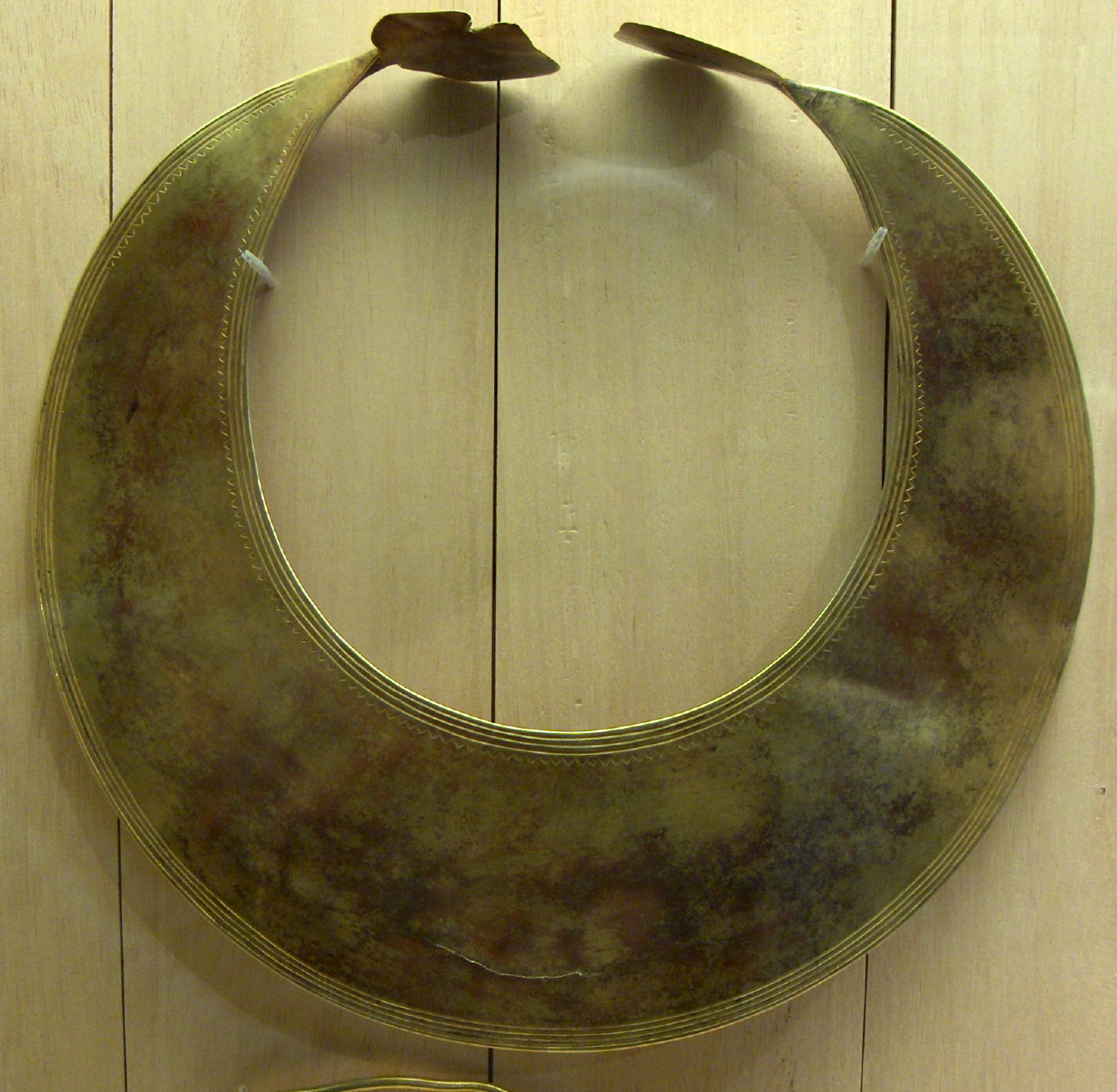
황금 초승달, 비커 문화
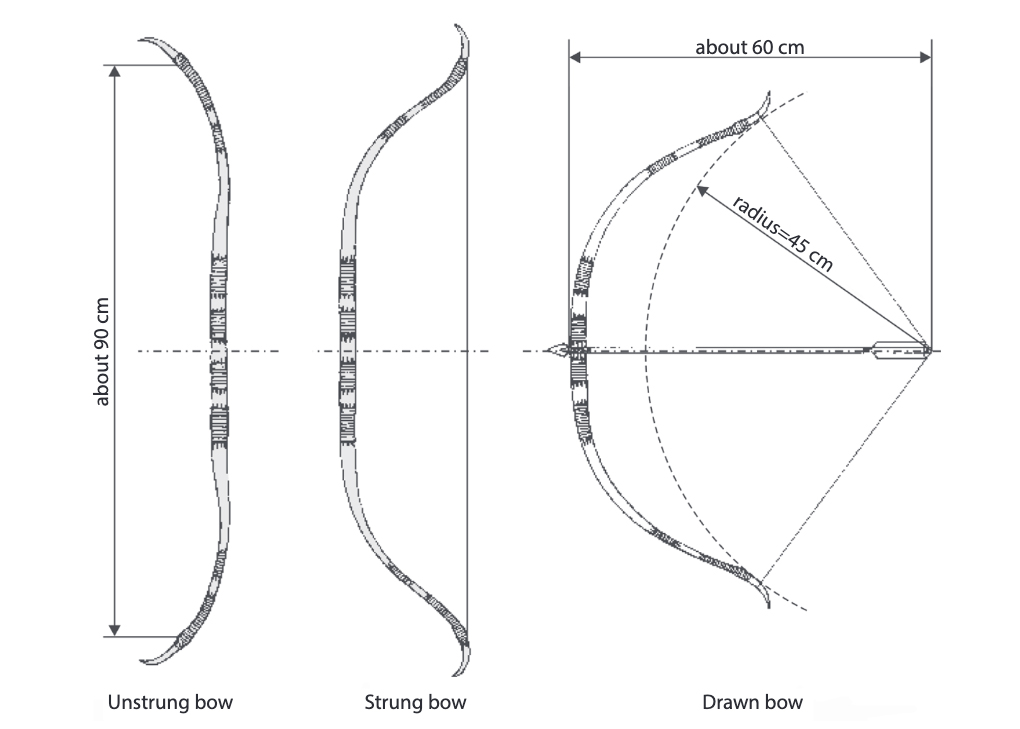
비커 활 복원도

## 청동기 시대

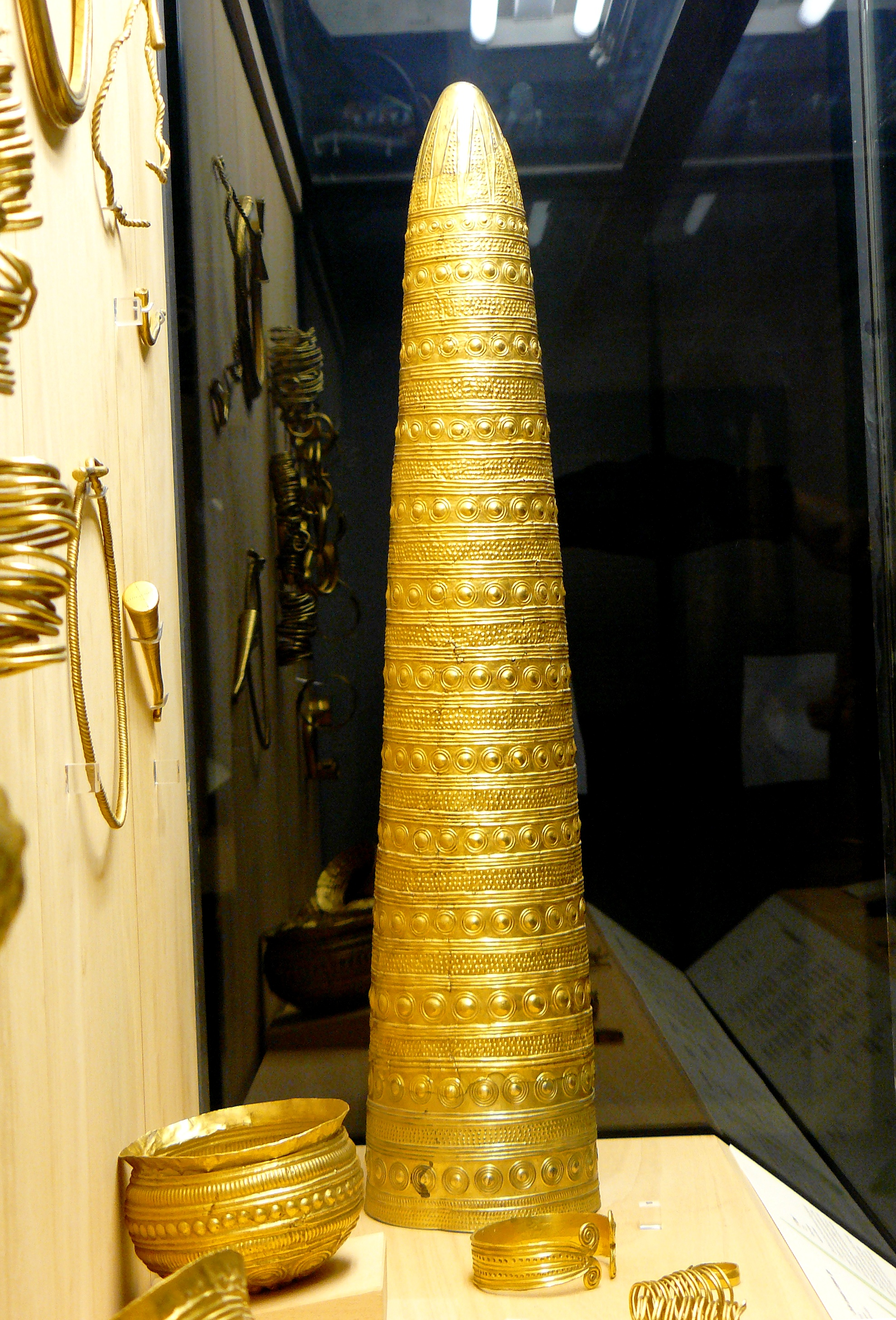
아방통의 황금 모자, 분구 문화, 기원전 1,400년

쿠르간 가설에 따르면 인도유럽어는 청동기 시대에 유럽으로 퍼졌다. 쿠르간 문화는 얌나야 문화로도 알려져 있으며 최근의 고고 유전학 연구에 따르면 이 문화는 서부 스텝 목동Western Steppe Herders 문화를 유전적 기원으로 두고 있다.
프랑스에서는 19세기에 처음으로 청동기 시대에 관한 연구가 시작되었다. 조제프 데슐레트Joseph Déchelette가 집필한 "Manuel d'archéologie préhistorique, celtique et gallo-romaine," (선사 시대, 켈트 그리고 갈로로마인에 대한 고고학 개론서)는 1910년 출판되었으며 이 시기의 연구들에 있어 오랜 시간 동안 참고 자료가 되었다. 1950년대에는 장자크 아트Jean-Jacques Hatt가 프랑스의 청동기 시대를 세분화 할 것을 제안했다. 그는 1958년에 세 가지로 나눈 프랑스의 선사 시대를 발표했다. 아트가 발표한 모델에서는 청동기 시대를 세 가지로 구분하고 있다. 각각 초기, 중기, 후기 청동기 시대로 나누고 있으며 프랑스의 청동기 시대에 관한 후대의 연구에 참고 자료 역할을 한다.
프랑스의 고고학적 청동기 시대 문화에는 과도기의 비커 문화(기원전 2,800년 ~ 기원전 1,900년), 초기 청동기 시대의 론 문화(기원전 2,300년 ~ 기원전 1,600년)와 아르모리카 분구 문화(기원전 2,200년 ~ 기원전 1,400년), 중기 청동기 시대의 분구문화(기원전 1,600년 ~ 기원전 1,200년), 그리고 후기 청동기 시대의 대서양 청동기 문화(기원전 1,300년 ~ 기원전 700년)와 언필드 문화(기원전 1,300년 ~ 기원전 800년)가 포함된다. 브르타뉴의 초기 청동기 시대 유적(아르모리카 분구 문화)들은 비커 문화에 뿌리를 두고 웨식스 문화와 우네치체 문화에 영향을 받아 발전했을 것이다. 몇몇 학자들은 언필드 문화가 인도유럽어족과 뚜렷하게 문화적으로 나뉘어져 있다는 점에서 켈트족의 기원일 수 있다고 주장한다. 이 문화는 후기 청동기 시대에 중앙 유럽에 있어 우수했다. 언필드 시기에 해당 지역의 인구가 극적으로 증가하는데, 아마 기술과 농경법의 혁신 덕분일 것이다.

몇몇 고고학자들은 남부 프랑스와 스페인의 이베리아족, 지중해 해안의 리구리아인 그리고 남서 프랑스와 스페인의 바스크족(바스크인)을 포함한 이 시기의 일부 비인도유럽인의 연대를 측정했다.

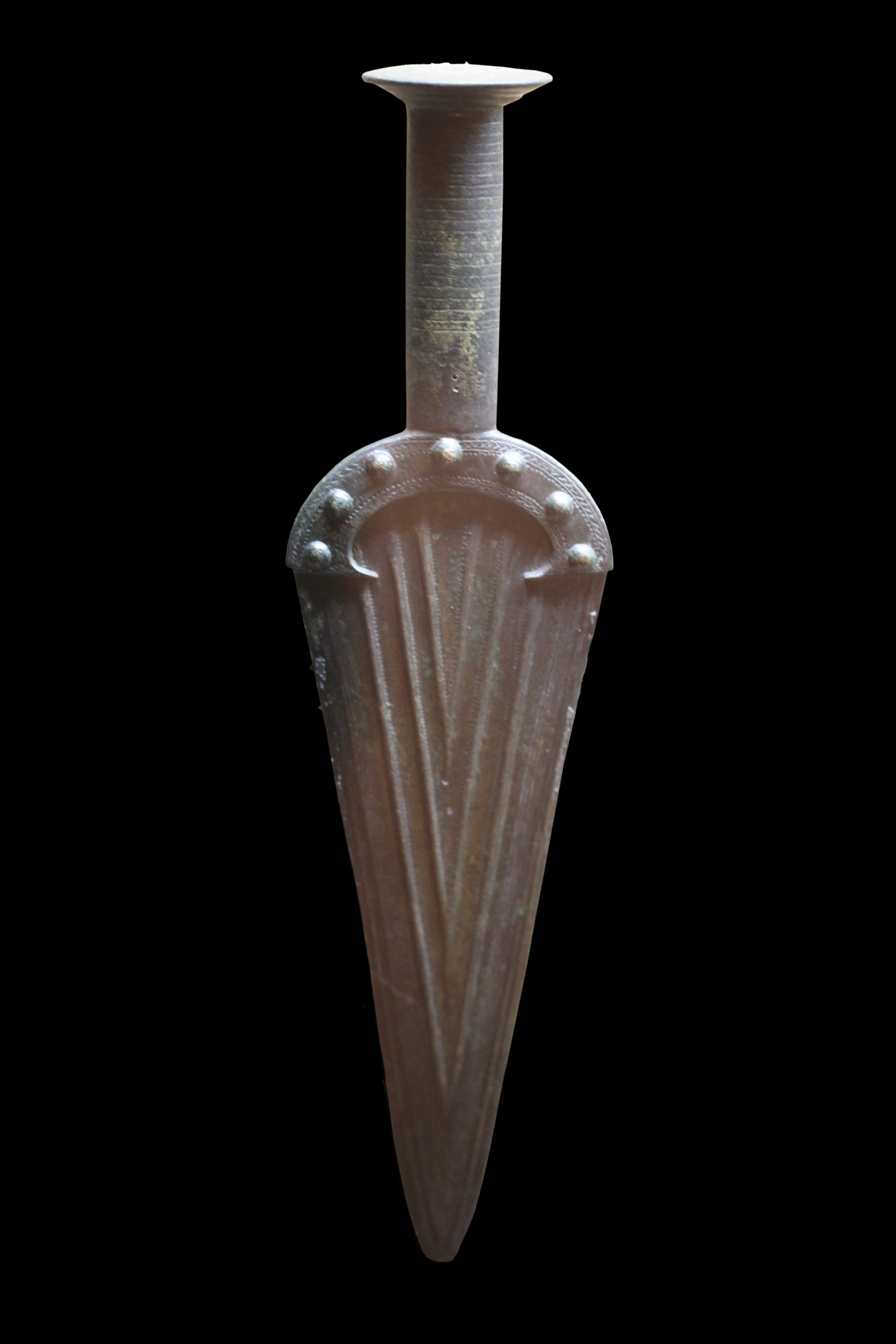
청동 단검, 론 문화, 기원전 2,000년
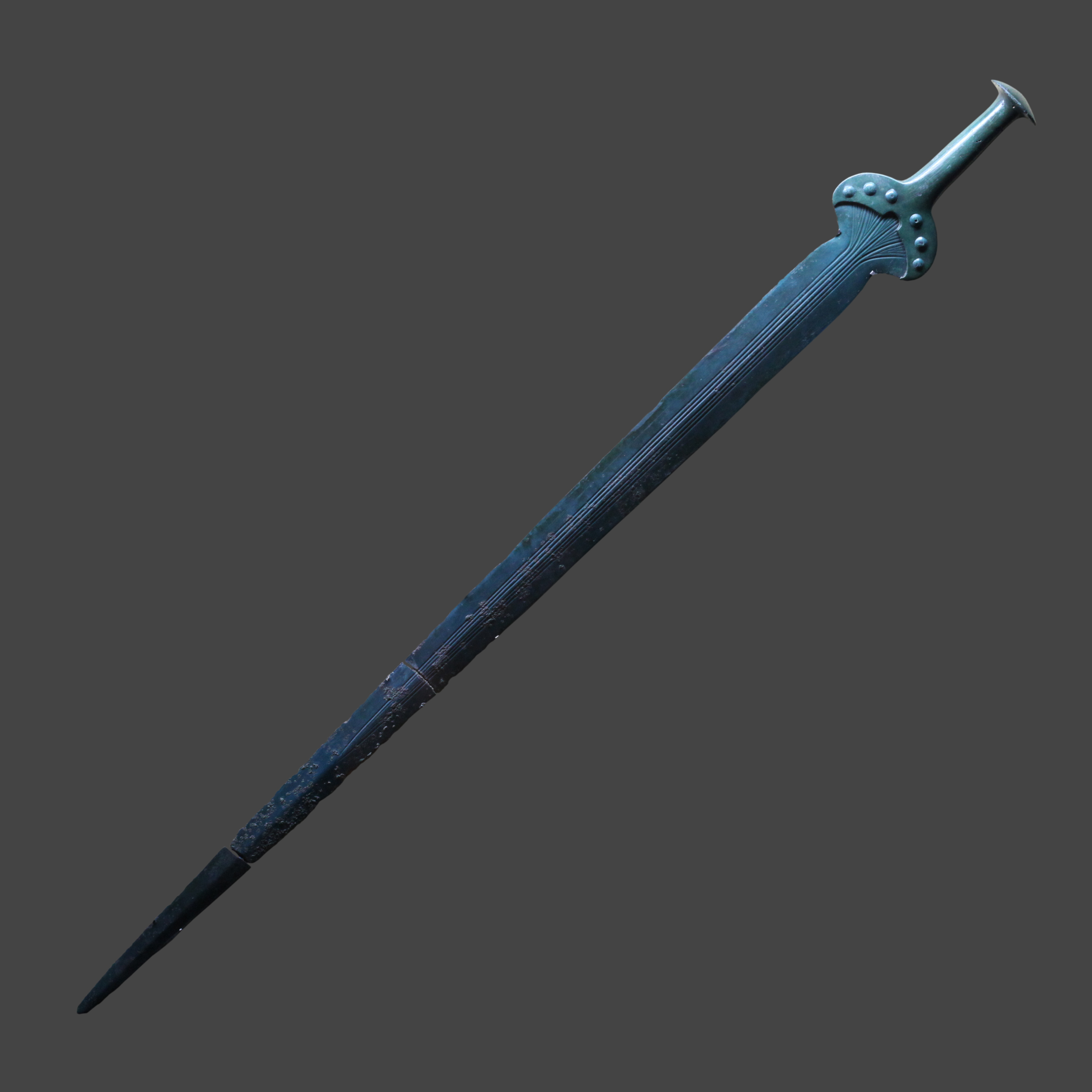
청동 검, 중기 청동기 시대, 기원전 1,550년
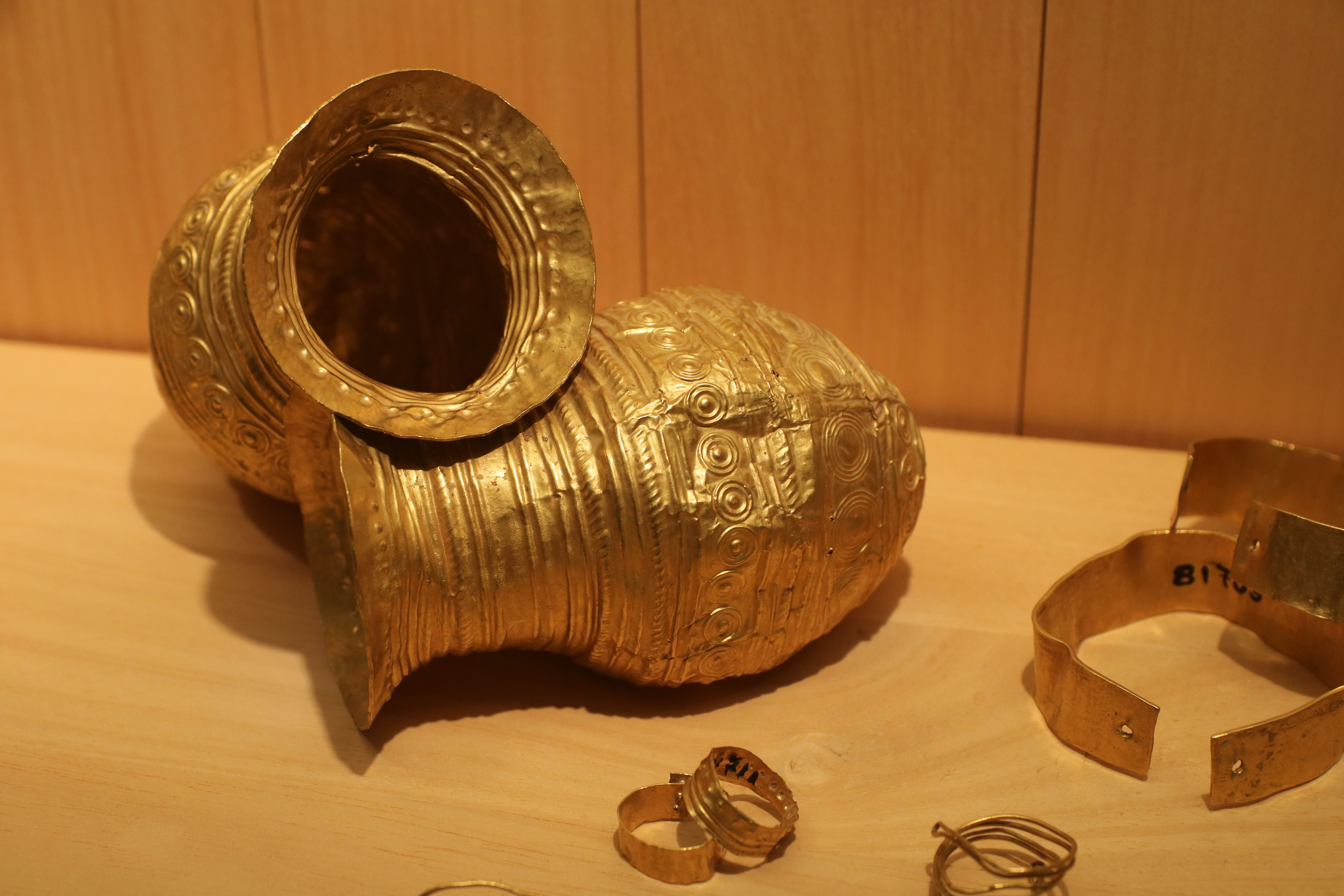
황금 그릇, 분구 문화, 기원전 1,400년
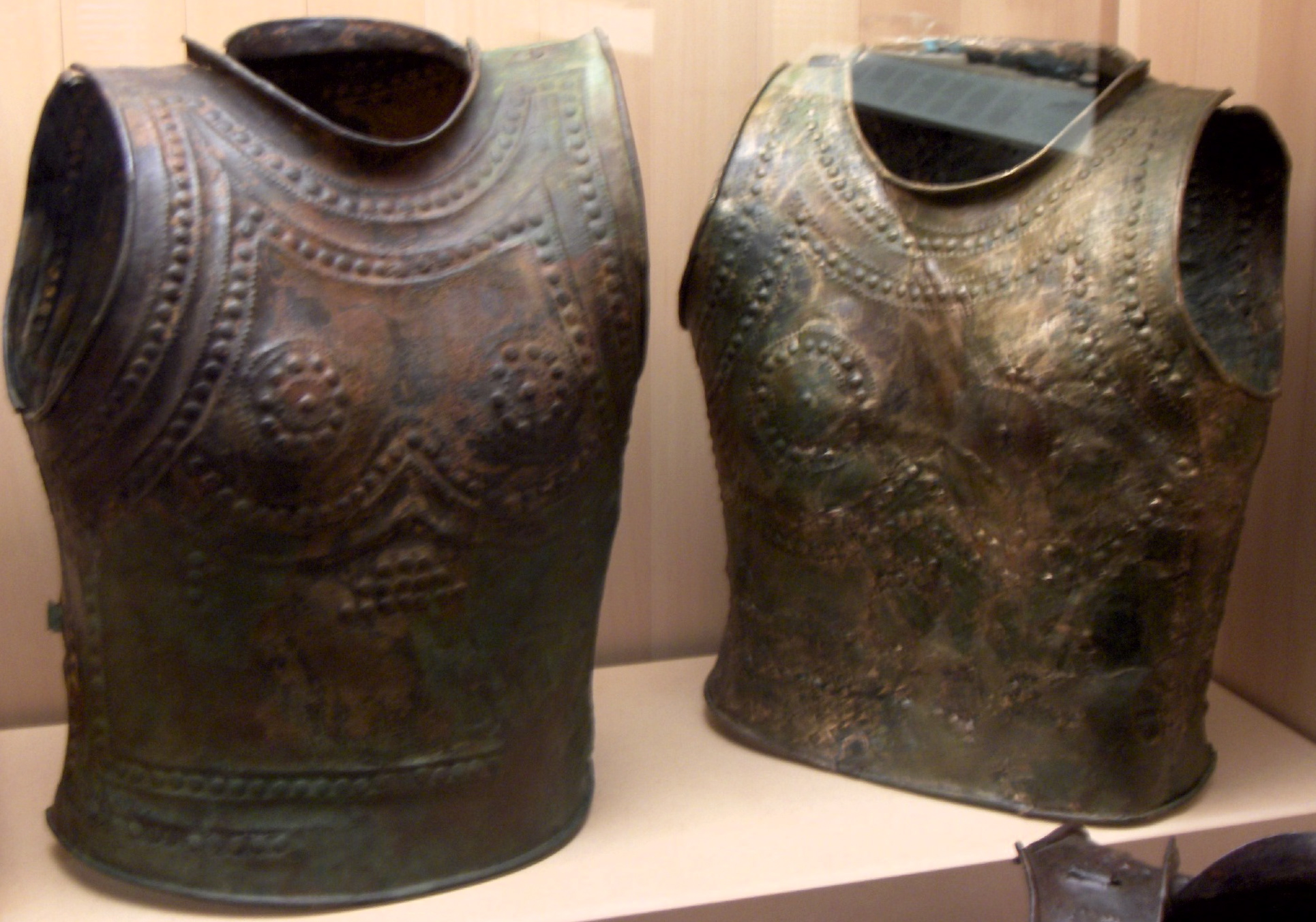
청동 갑옷, 언필드 문화, 기원전 900년
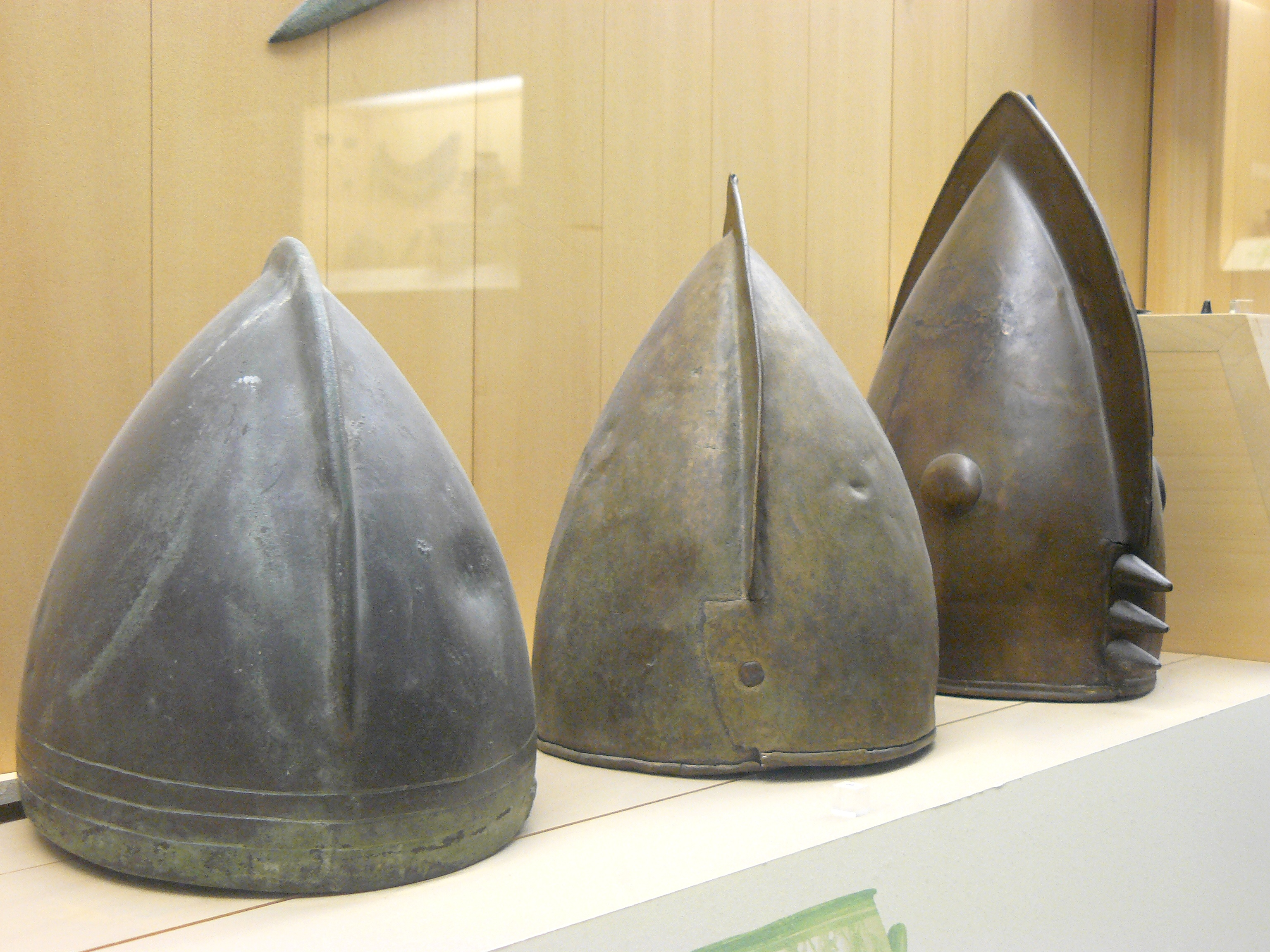
청동 투구, 언필드 문화, 기원전 1,100년 ~ 기원전 900년
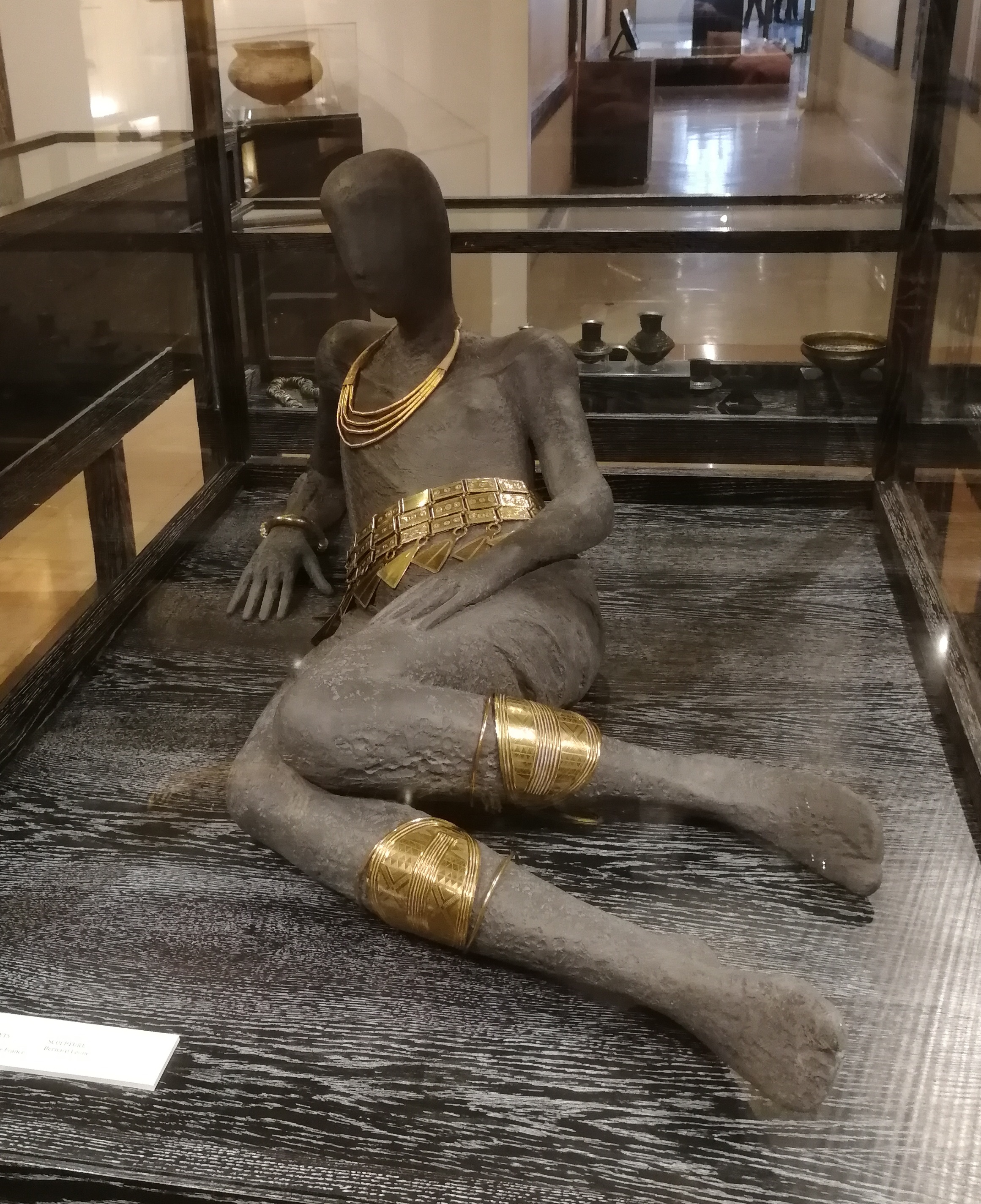
금 장신구, 언필드 문화, 기원전 1,000년
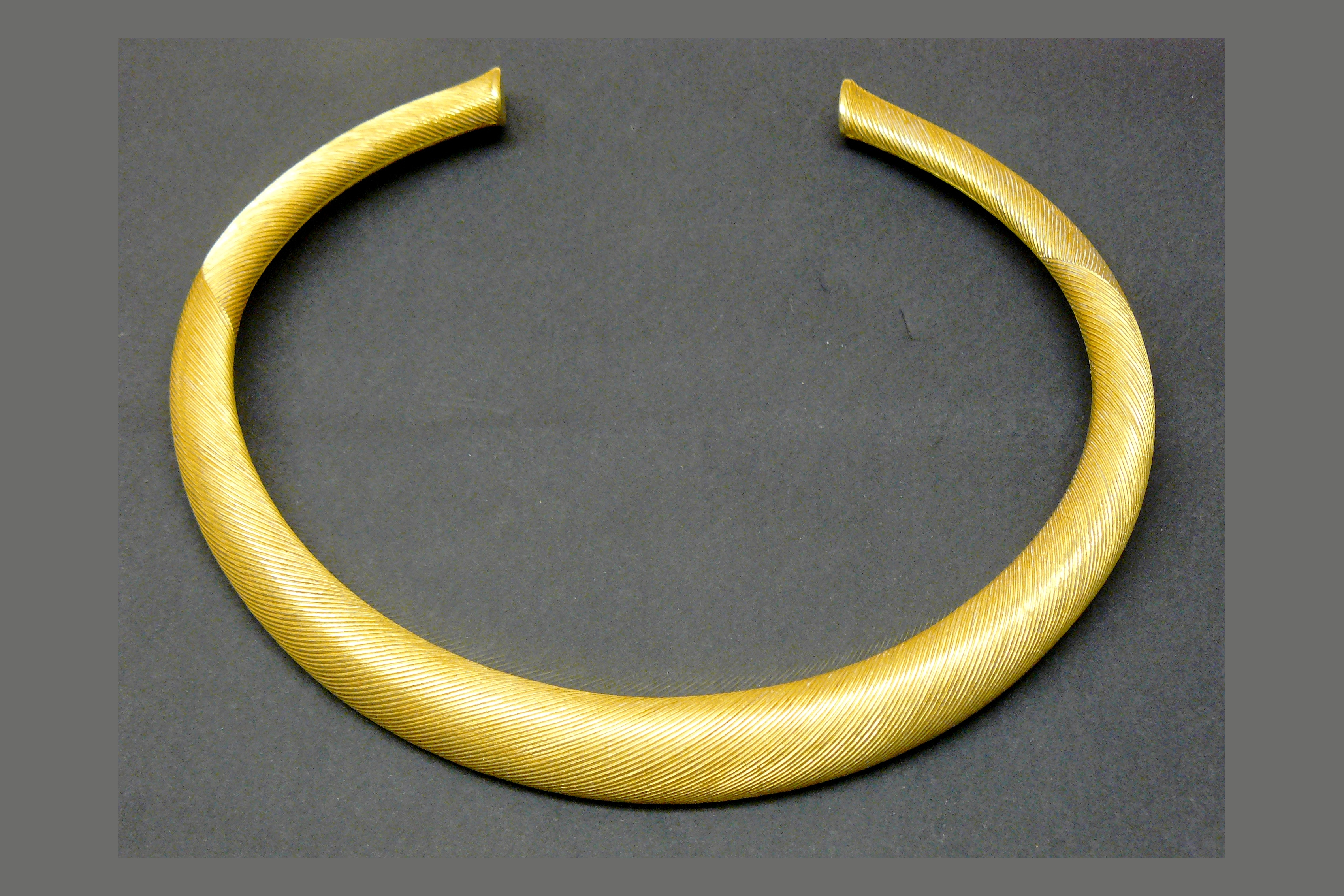
금 토크, 대서양 청동기 문화, 기원전 1,200년 ~ 기원전 1,000년
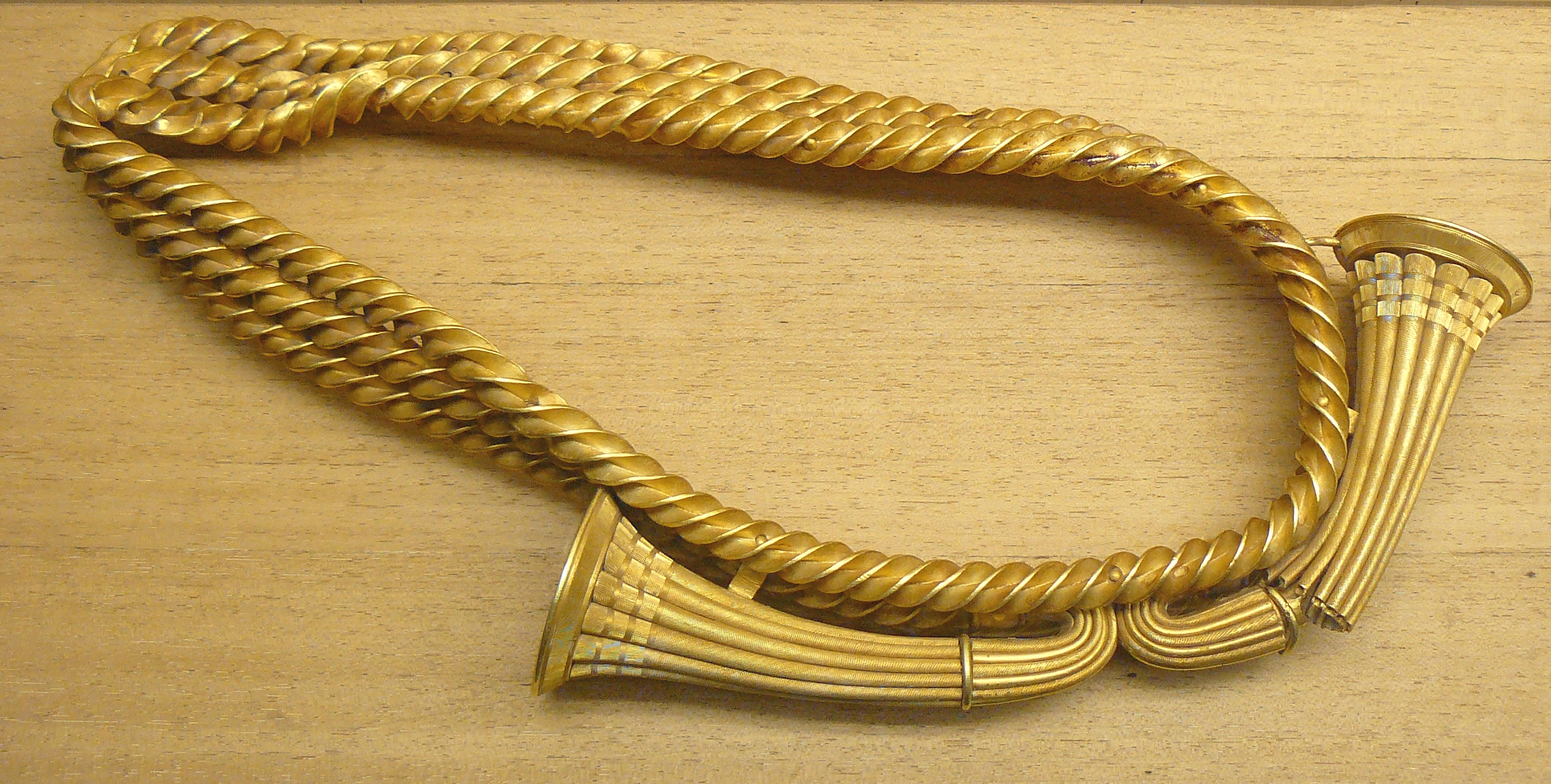
금 벨트, 대서양 청동기 문화, 기원전 1,300년 ~ 기원전 1,150년

## 철기 시대
철기의 확산은 언필드 문화에서 직접적으로 분화된 할슈타트 문화(기원전 700년 ~ 기원전 500년)의 발전으로 이어졌다. 켈트어족의 가장 가까운 공통 선조인 켈트조어는 일반적으로 후기 언필드 혹은 초기 할슈타트 문화 시기에 사용되었을 것으로 추정된다.
할슈타트 문화는 라텐 문화로 계승되었다. 이들은 할슈타트 문화로부터 자신들의 문화를 만들었으며 그리스와 에트루리아 문명의 지중해 영향권에 많은 영향을 받았다. 라텐 문화는 동부 프랑스, 스위스, 오스트리아, 남부 독일, 체코 그리고 헝가리 지역에서 후기 철기 시대(기원전 450년부터 기원전 1세기의 로마의 점령 전까지) 동안 발전하고 번창했다. 이보다 더 북쪽에서는 북독일과 스칸디나비아 지역에서 로마 이전 철기 시대 문화Pre-Roman Iron Age culture가 확산되고 있었다.
덧붙여 그리스인들과 페니키아인들은 이 시기(기원전 600년)에 마르세유 같은 지역에 전초 기지를 짓고 정착했다.
기원전 2세기까지 로마인들은 켈트족의 프랑스를 갈리아 그리고 그 지역 사람들을 갈리아인이라고 불렀다. 북부 지역(현재의 벨기에 지역) 사람들은 벨가이라고 불렸으며 남서부 프랑스 사람들은 아퀴타니라고 불렸다.

## 같이 보기
- 고유럽
- 원시 인도유럽인
- 이베리아반도의 선사 시대
- 프랑스의 유적

## 비고
1. ↑  프랑스에서 가장 오래된 것으로 알려진 네안데르탈인의 화석은 Lot-et-Garonne, Caniac-du-Causse, Pradayrol의 동굴에서 1998년 발견되었다. 네안데르탈인의 앞니는 33만 5천년 전의 것으로 밝혀졌다.[4]
2. ↑  V형으로 장식된 프로방스 석주들은 비교적 연대를 정확하게 알 수 있다. 그들은 모두 중기 신석기 시대, 더 정확하게는 후기 샤생 문화 시대의 것이다.[25]

## 참고 문헌
- Airvaux, Jean; Despriée, Jackie; Turq, Alain; Chacón, María Gema; Pleaurdeau, David; Coucimault, Gilles; Jarry, Marc; Bruxelles, Laurent (2012). “Premières présences humaines en France entre 1,2 et 0,5 million d'années” (프랑스어). 2022년 9월 3일에 확인함.
- Anthony, David W. (2010년 7월 26일). 《The Horse, the Wheel, and Language: How Bronze-Age Riders from the Eurasian Steppes Shaped the Modern World》 (영어). Princeton University Press. ISBN 978-1-4008-3110-4. 2022년 9월 3일에 확인함.
- Barras, Colin (2019년 3월 27일). “Story of most murderous people of all time revealed in ancient DNA”. 《New Scientist》.
- Bourguignon, Laurence (2008). 《Les sociétés du Paléolithique dans un grand Sud-Ouest de la France : nouveaux gisements, nouveaux résultats, nouvelles méthodes : journées SPF, Université Bordeaux 1, Talence, 24-25 novembre 2006》 (프랑스어). Paris: Société préhistorique française. ISBN 9782913745377.
- Cassen, Serge; Grimaud, V.; Lescop, L.; Marcoux, N.; Oberlin, C.; Querre, G. (2014). “The first radiocarbon dates for the construction and use of the interior of the monument at Gavrinis (Lamor-Baden, France)”. 《Past: The Newsletter of the Prehistoric Society》 (University College London) 77: 1–4.
- Champagne, Fernand; Champagne, Christian; Jauzon, Pierre; Novel, Philippe (1990). “Le site préhistorique des Fieux à Miers (Lot) [Etat actuel de la recherche]: Etat actuel de la recherche”. 《Gallia préhistoire》 32 (1): 1-28. doi:10.3406/galip.1990.2275.
- Conneller, Chantal; Bayliss, Alex; Milner, Nicky; Taylor, Barry (2016). “The Resettlement of the British Landscape: Towards a chronology of Early Mesolithic lithic assemblage types”. 《Internet Archaeology》 42 (42). doi:10.11141/ia.42.12.
- d'Anna, André; Bosansky, Christiane; Bellot-Gurlet, Ludovic; Le Bourdonnec, François-Xavier; Guendon, Jean-Louis; Reggio, Adrien; Renault, Stéphane (2015). “Les stèles gravées néolithiques de Beyssan à Gargas (Vaucluse)”. 《Bulletin de la Société préhistorique française》 112 (4): 761–768. doi:10.3406/bspf.2015.14599.
- Déchelette, Joseph (1910). 《Manuel d'archéologie préhistorique celtique et gallo-romaine: Archéologie celtique ou protohistorique. second Âge du fer ou époque de la Tène》 (프랑스어). ISBN 9780576199933.
- Defleur, Alban R.; Desclaux, Emmanuel (2019년 4월). “Impact of the last interglacial climate change on ecosystems and Neanderthals behavior at Baume Moula-Guercy, Ardèche, France”. 《Journal of Archaeological Science》 104: 114-124. doi:10.1016/j.jas.2019.01.002. S2CID 133992282.
- Dickson, D. Bruce (1992년 7월). 《The Dawn of Belief: Religion in the Upper Paleolithic of Southwestern Europe》 (영어). University of Arizona Press. ISBN 978-0-8165-1336-9.
- Dufau, Jean; Favarel, Jacques; Séronie-Vivien, M. (2004). “Un site pléistocène moyen à hominidé en Quercy : La grotte de Pradayrol à Caniac-du-Causse (Lot)” (프랑스어). S2CID 190002964.
- Ebel, Charles (1976). 《Transalpine Gaul: the emergence of a Roman province》. Brill Archive. ISBN 90-04-04384-5.
- Fischer, Claire-Elise; Pemonge, Marie-Hélène; Ducoussau, Isaure; Arzelier, Ana; Rivollat, Maïté; Santos, Frederic; Barrand Emam, Hélène; Bertaud, Alexandre; Beylier, Alexandre; Ciesielski, Elsa (2022년 4월). “Origin and mobility of Iron Age Gaulish groups in present-day France revealed through archaeogenomics”. 《iScience》 25 (4): 104094. Bibcode:2022iSci...25j4094F. doi:10.1016/j.isci.2022.104094. PMC 8983337. PMID 35402880.
- Flores-Bello, André; Bauduer, Frédéric; Salaberria, Jasone; Oyharçabal, Bernard; Calafell, Francesc; Bertranpetit, Jaume; Quintana-Murci, Lluis; Comas, David (2021년 5월). “Genetic origins, singularity, and heterogeneity of Basques”. 《Current Biology》 31 (10): 2167–2177.e4. doi:10.1016/j.cub.2021.03.010. PMID 33770488. S2CID 232359452.
- Gascó́, Jean (1951- ) Auteur du texte (2000). “L'Âge du bronze dans la moitié sud de la France / Jean Gascó́”. 《Histoire de la France préhistorique》.
- Haak, Wolfgang; Lazaridis, Iosif; Patterson, Nick; Rohland, Nadin; Mallick, Swapan; Llamas, Bastien; Brandt, Guido; Nordenfelt, Susanne; Harney, Eadaoin; Stewardson, Kristin; Fu, Qiaomei; Mittnik, Alissa; Bánffy, Eszter; Economou, Christos; Francken, Michael; Friederich, Susanne; Pena, Rafael Garrido; Hallgren, Fredrik; Khartanovich, Valery; Khokhlov, Aleksandr; Kunst, Michael; Kuznetsov, Pavel; Meller, Harald; Mochalov, Oleg; Moiseyev, Vayacheslav; Nicklisch, Nicole; Pichler, Sandra L.; Risch, Roberto; Rojo Guerra, Manuel A.; Roth, Christina; Szécsényi-Nagy, Anna; Wahl, Joachim; Meyer, Matthias; Krause, Johannes; Brown, Dorcas; Anthony, David; Cooper, Alan; Alt, Kurt Werner; Reich, David (2015년 6월 11일). “Massive migration from the steppe was a source for Indo-European languages in Europe”. 《네이처》 522 (7555): 207-211. arXiv:1502.02783. Bibcode:2015Natur.522..207H. doi:10.1038/nature14317. ISSN 1476-4687. PMC 5048219. PMID 25731166.
- Hatt, Jean-Jacques (1958). “Chronique de protohistoire, IV. Nouveau projet de chronologie pour l'âge du Bronze en France”. 《Bulletin de la Société préhistorique française》 55 (5): 304–306. doi:10.3406/bspf.1958.3663.
- Jones, Tim (2009년 12월 17일). “Lithic Assemblage Dated to 1.57 Million Years Found at Lézignan-la-Cébe, Southern France «”. Anthropology.net. 2012년 5월 10일에 원본 문서에서 보존된 문서. 2012년 6월 21일에 확인함.
- Joussaume, Roger (1988). 《Dolmens for the dead : megalith-building throughout the world》. London: Batsford. ISBN 978-0-7134-5369-0.
- Klein, Richard G. (2009년 4월 22일). 《The Human Career: Human Biological and Cultural Origins, Third Edition》 (영어). University of Chicago Press. ISBN 978-0-226-02752-4.
- 《Les Sépultures néandertaliennes: colloque : Nice, vendredi 17 septembre 1976》 (프랑스어). Centre national de la recherche scientifique. 1976.
- Lumley, Henry de, (2009). 《La grande histoire des premiers hommes européens》. Paris: O. Jacob. ISBN 9782738123862.
- “Doggerland - The Europe That Was | National Geographic Society”. 《education.nationalgeographic.org》. National Geographic Society. 2009년 12월 17일. 2022년 9월 13일에 확인함.
- Nougier, Louis-René (1963). 《La préhistoire: essai de paléosociologie religieuse》 (프랑스어). Paris: Bloud & Gay.
- Postel, B. (2008). “Neandertal et la mort | Archéologia n° 458” (프랑스어) (458): 6–11.
- Rozoy, J. (1998년 1월 1일). “The (Re-) population of Northern France between 13,000 and 8000 BP”. 《Quaternary International》. 49-50 (1): 69–86. doi:10.1016/S1040-6182(97)00054-2.
- Sankararaman, Sriram; Patterson, Nick; Li, Heng; Pääbo, Svante; Reich, David (2012). “The date of interbreeding between Neandertals and modern humans”. arXiv:1208.2238 [q-bio.PE].
- Savatier, François. “Des Néandertaliens cannibales dans la vallée du Rhône” (프랑스어). 2022년 9월 3일에 확인함.
- Slimak, L.; Zanolli, C.; Higham, T. (1990). “Modern human incursion into Neanderthal territories 54,000 years ago at Mandrin, France”. 《Science Advances》 8 (6): eabj9496. Bibcode:2022SciA....8J9496S. doi:10.1126/sciadv.abj9496. PMC 8827661.
- Thom, Alexander; Thom, Archibald Stevenson (1978). 《Megalithic Remains in Britain and Brittany》. Clarendon Press. ISBN 978-0-19-858156-7.
- Thorpe, Nick (2015). 〈The Atlantic Mesolithic-Neolithic Transition〉.   Fowier, Chris. 《The Oxford Handbook of Neolithic Europe》. Oxford University Press. 221쪽. ISBN 978-0191666889.